# Cany-Barville
Pour les articles homonymes, voir Barville.
Cet article possède des paronymes, voir Cagny et Chagny.
Cany-Barville est une commune française située dans le département de la Seine-Maritime en région Normandie.

## Géographie

### Localisation
Cany-Barville est une commune de Normandie à 10 km de la Côte d'Albâtre, située dans la vallée de la Durdent.
Elle est traversée par le Sentier de grande randonnée GR 211.

### Communes limitrophes
Les communes limitrophes sont Bertheauville, Bertreville, Bosville, Clasville, Grainville-la-Teinturière, Ocqueville, Ouainville, Sasseville et Vittefleur.
|                            | Vittefleur                | Ocqueville |
| Ouainville, Clasville      | Cany-Barville             | Sasseville |
| Bertreville, Bertheauville | Grainville-la-Teinturière | Bosville   |

### Hydrographie
La commune est située dans le bassin Seine-Normandie. Elle est drainée par la Durdent et divers autres petits cours d'eau,.un bras de la Durdent,
La Durdent, d'une longueur de 25 km, prend sa source dans la commune de Héricourt-en-Caux et se jette  dans la Mancheen limite des communes de Paluel et de Veulettes-sur-Mer, après avoir traversé onze communes. Les caractéristiques hydrologiques de la Durdent sont données par la station hydrologique située sur la commune de Vittefleur. Le débit moyen mensuel est de 3,82 m3/s. Le débit moyen journalier maximum est de 15,8 m3/s, atteint lors de la crue du 30 janvier 1995. Le débit instantané maximal est quant à lui de 18,8 m3/s, atteint le 26 décembre 1999.
Trois plans d'eau complètent le réseau hydrographique : la fontaine la Croix (2,65 ha), le plan d'eau 1 de la commune de Cany Barville (1,53 ha) et les ballastières (1,87 ha),.

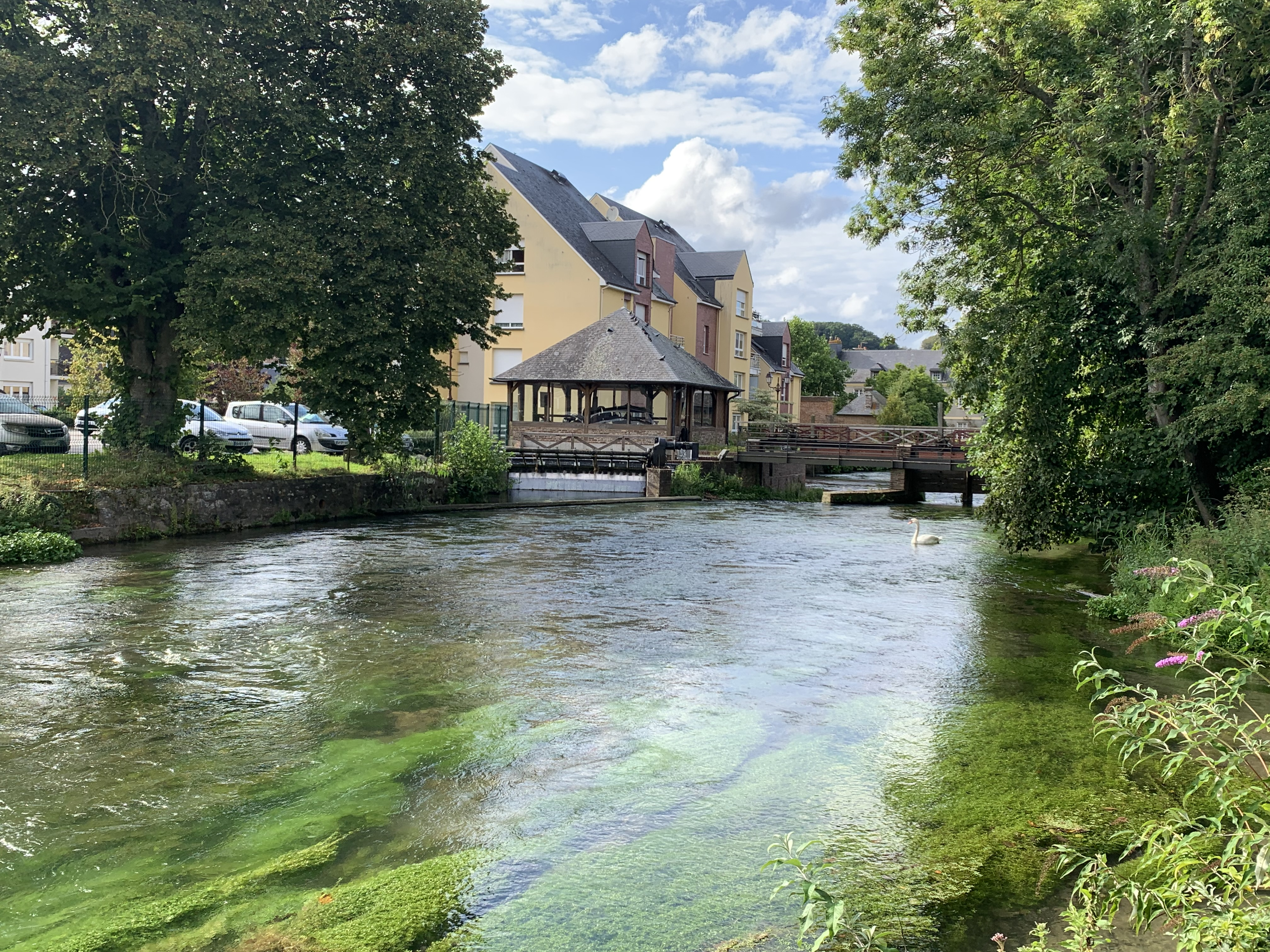
La Durdent  vue du chemin des Poètes à Cany-Barville.
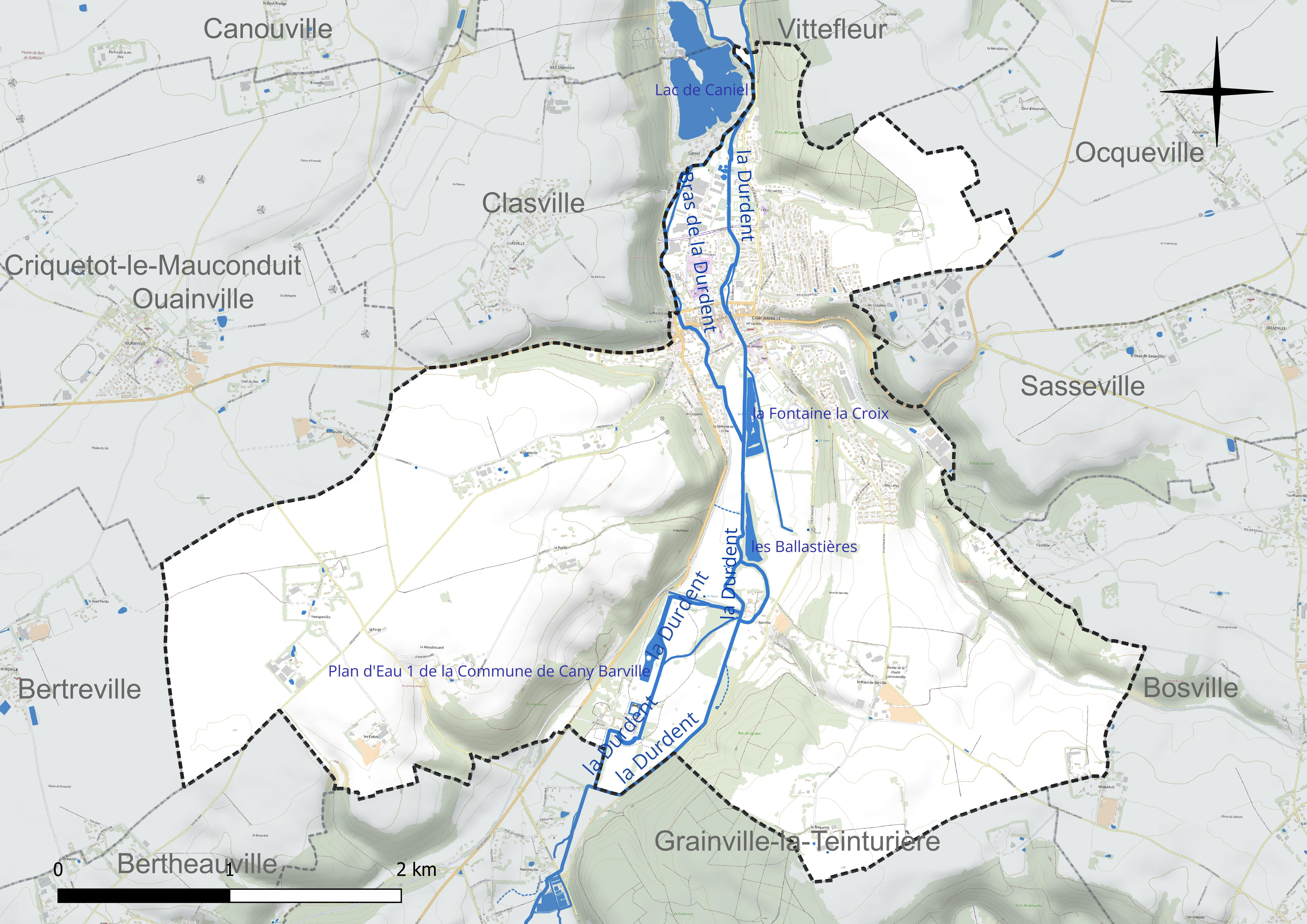
Réseau hydrographique de Cany-Barville.

### L'ancienne activité de filature textile
La Durdent est un fleuve côtier de 24 km. Elle prend sa source à Héricourt-en-Caux et se jette dans la Manche à Veulettes-sur-Mer. Son fort débit (3,8 m3/ s) a permis l'installation de 60 moulins dont 5 filatures textiles qui ont contribué au développement économique de la vallée de la Durdent.
Parmi ces cinq filatures textiles, on retrouve la filature Pantin aussi appelée plus familièrement la « Pique-Pique ». Elle a été construite au milieu du XIXe siècle sur le site de l'ancien château de Cany rasé au XVIIe siècle. La filature Pantin était spécialisée dans la confection de lingerie fine et employait jusqu'à une centaine d'employés, en majorité des femmes. Cette activité de production de sous-vêtements féminins a perduré jusque dans les années 1980 puis la filature de Pantin a fermé du fait d'absence de modernisation et de l'arrivée de la concurrence asiatique.
Pendant la Seconde Guerre mondiale, la turbine de la filature de Pantin a également servi à produire de l'électricité pour la boulangerie et l'église et la pompe alimentait le village en eau. Aujourd'hui, le site  de l'ancienne usine a été réaménagé : une passerelle a été construite, l'ancienne turbine a été restaurée et des espaces floraux (notamment le chemin des Poètes) ont été aménagés le long de la Durdent, ce qui a permis de revaloriser cet endroit fréquenté de Cany-Barville.

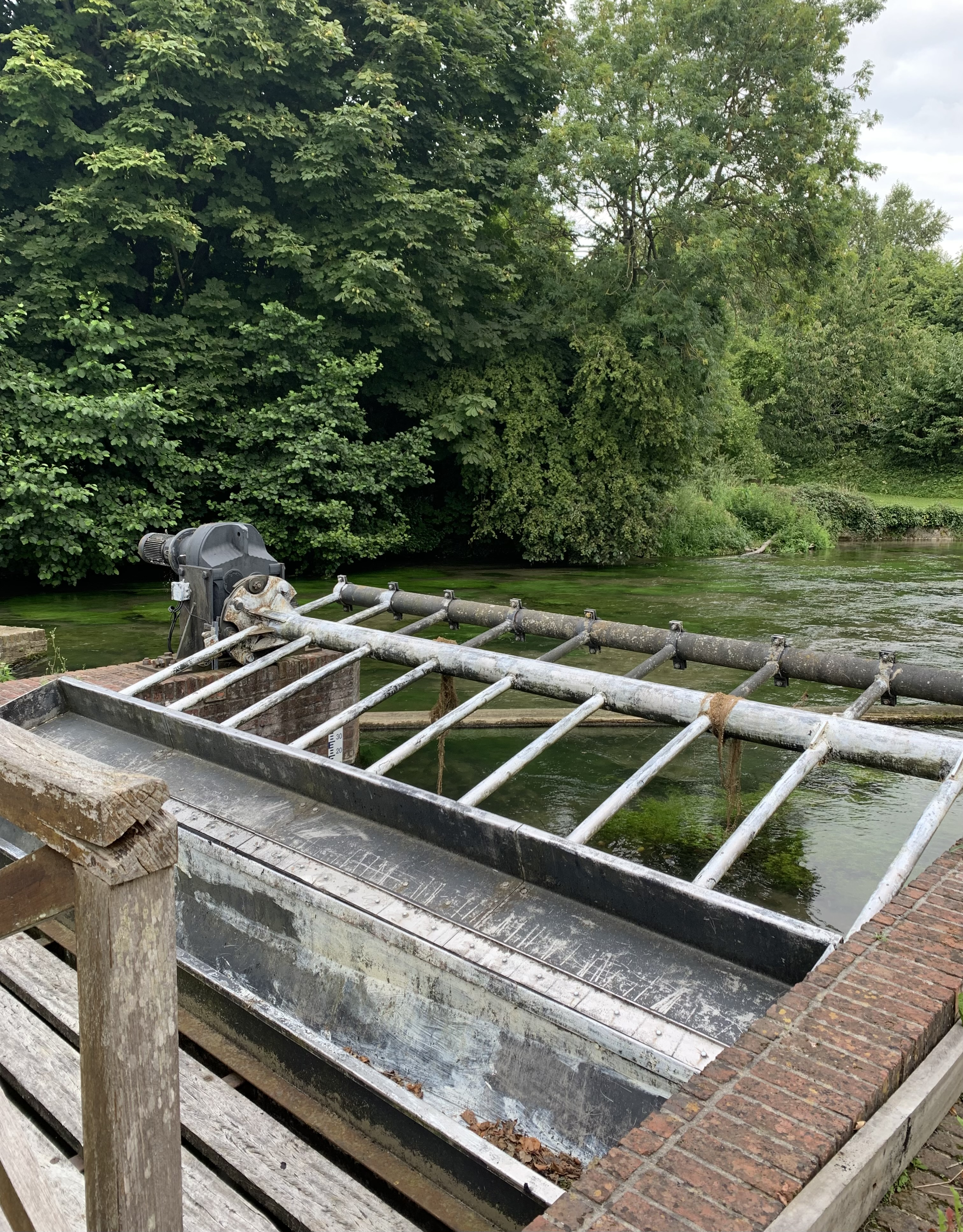
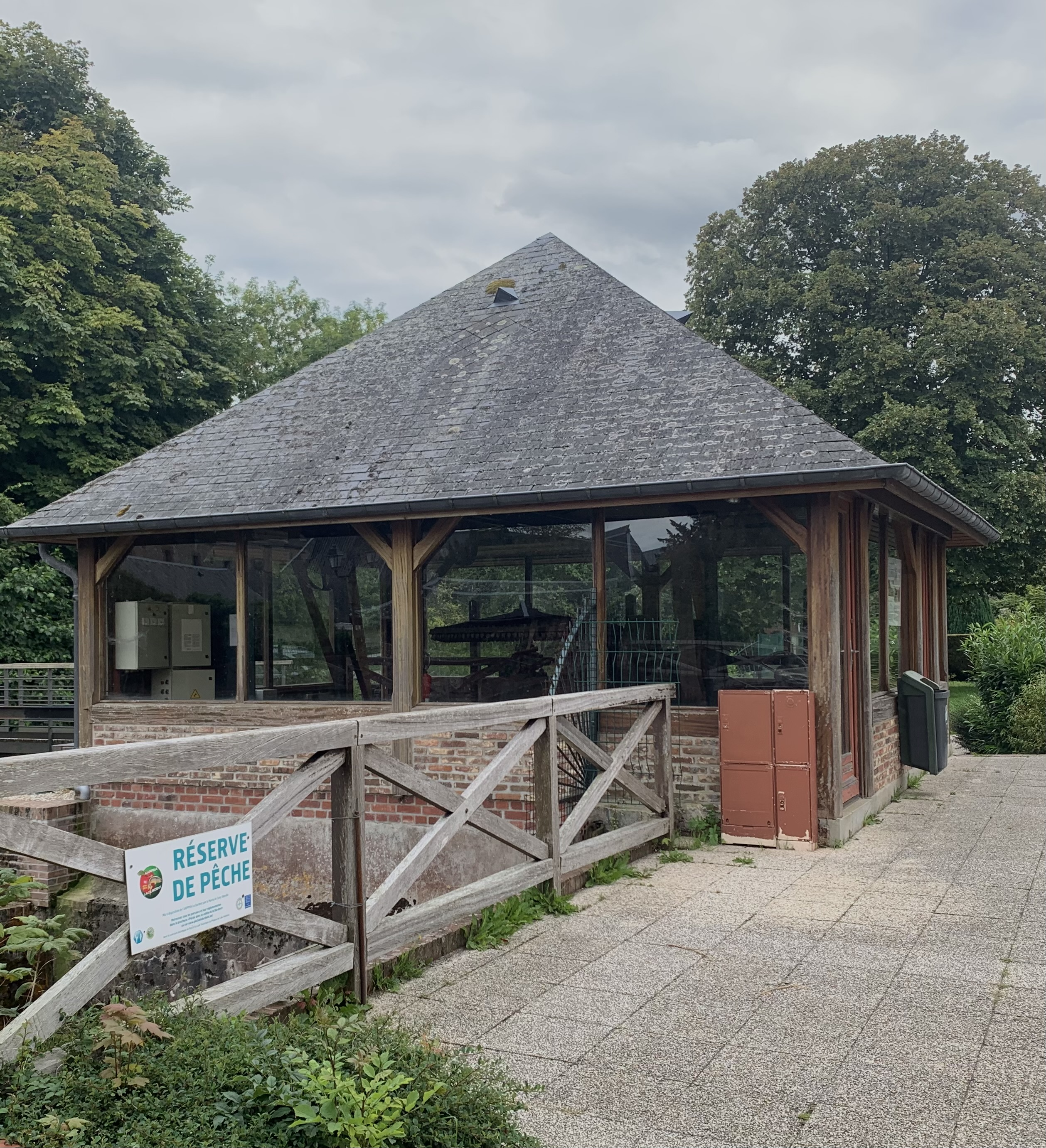
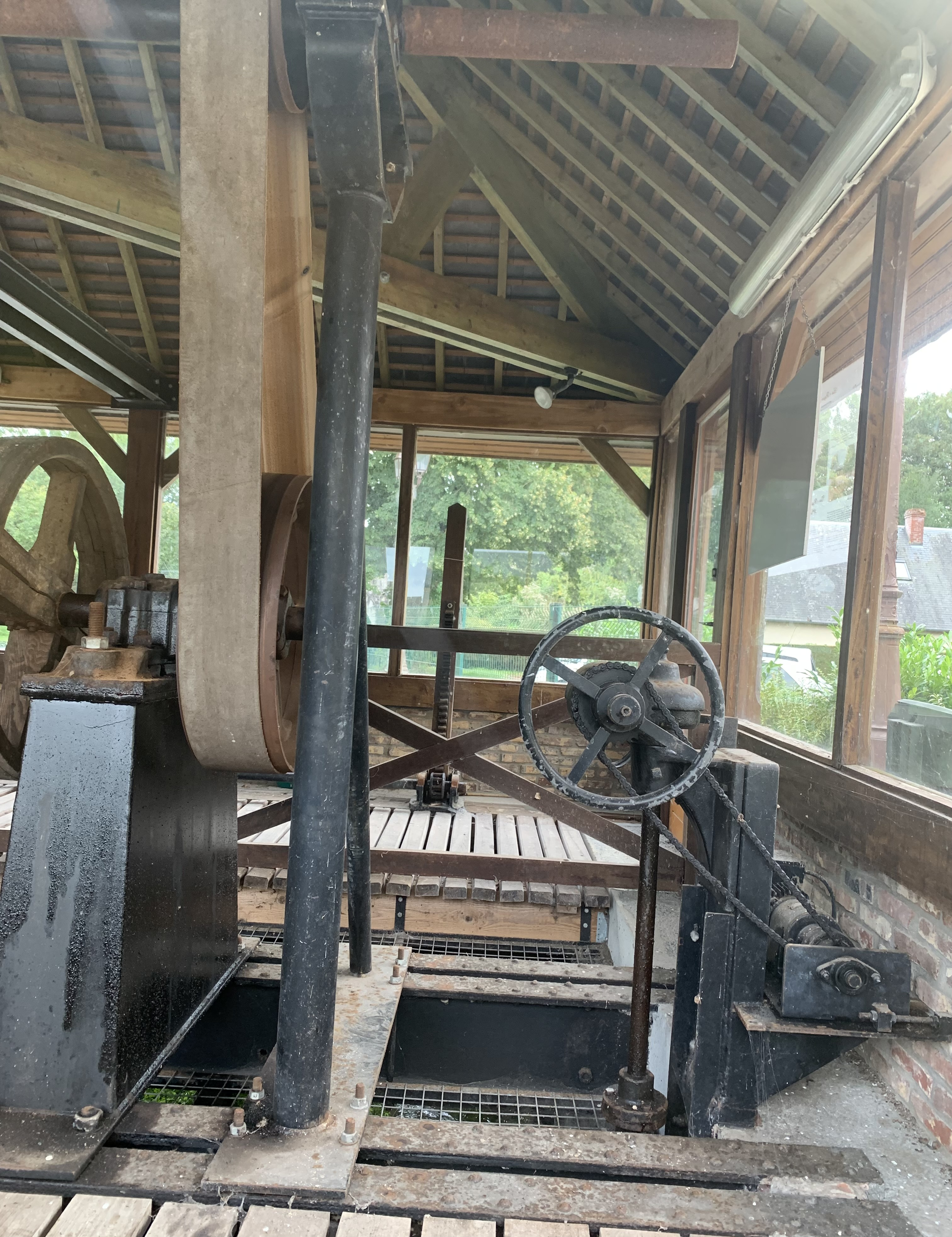
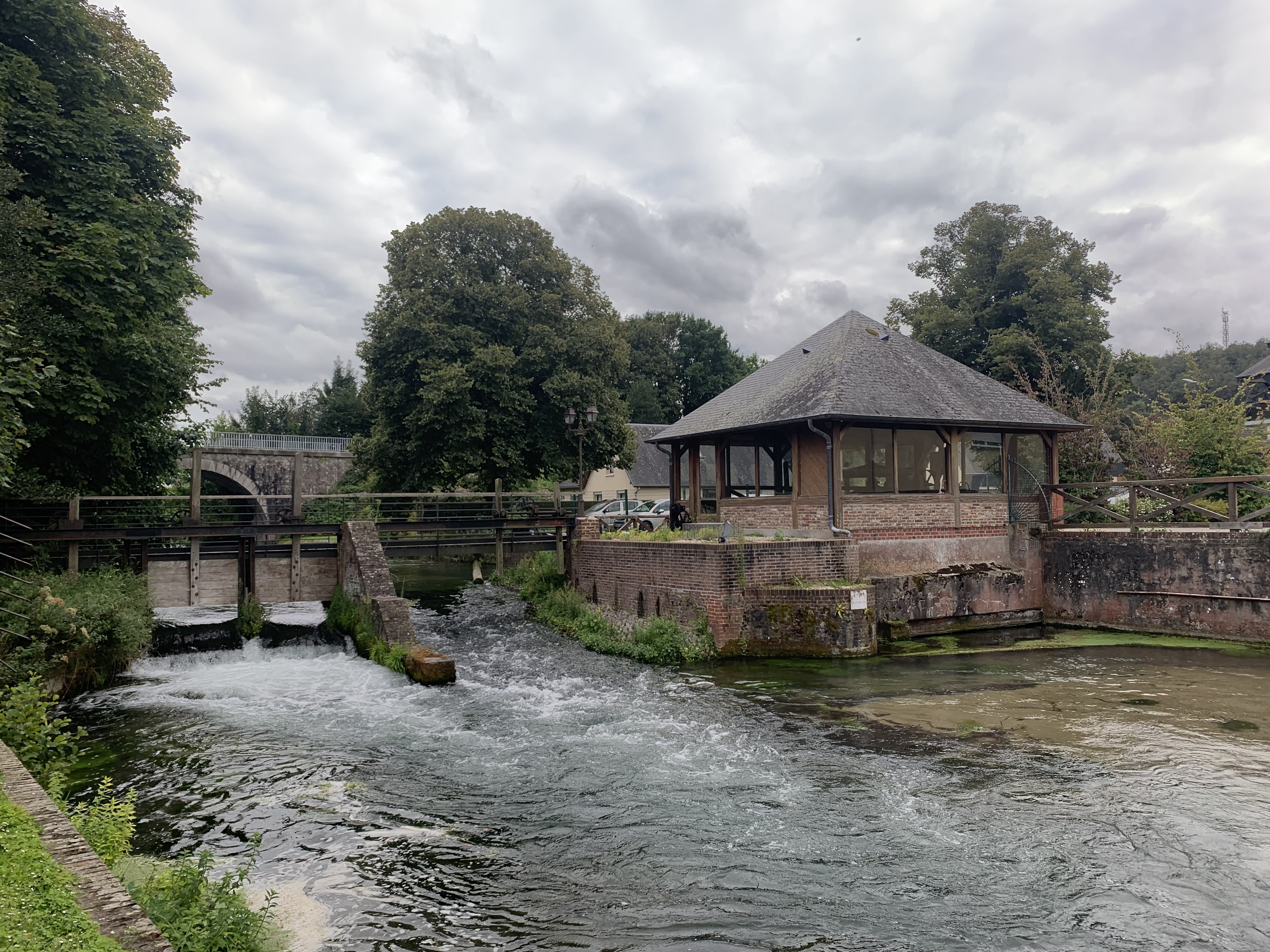

### Climat
Pour des articles plus généraux, voir Climat de la Normandie et Climat de la Seine-Maritime.
En 2010, le climat de la commune est de type climat océanique franc, selon une étude du CNRS s'appuyant sur une série de données couvrant la période 1971-2000. En 2020, Météo-France publie une typologie des climats de la France métropolitaine dans laquelle la commune est exposée à un climat océanique et est dans la région climatique Côtes de la Manche orientale, caractérisée par un faible ensoleillement (1 550 h/an) ; forte humidité de l’air (plus de 20 h/jour avec humidité relative > 80 % en hiver), vents forts fréquents. Parallèlement le GIEC normand, un groupe régional d’experts sur le climat, différencie quant à lui, dans une étude de 2020, trois grands types de climats pour la région Normandie, nuancés à une échelle plus fine par les facteurs géographiques locaux. La commune est, selon ce zonage, exposée à un « climat maritime », correspondant au Pays de Caux, frais, humide et pluvieux, légèrement plus frais que dans le Cotentin.
Pour la période 1971-2000, la température annuelle moyenne est de 10,7 °C, avec une amplitude thermique annuelle de 13,4 °C. Le cumul annuel moyen de précipitations est de 835 mm, avec 12,7 jours de précipitations en janvier et 8,6 jours en juillet. Pour la période 1991-2020, la température moyenne annuelle observée sur la station météorologique la plus proche, située sur la commune d'Ectot-lès-Baons à 20 km à vol d'oiseau, est de 10,8 °C et le cumul annuel moyen de précipitations est de 905,5 mm,. Pour l'avenir, les paramètres climatiques de la commune estimés pour 2050 selon différents scénarios d’émission de gaz à effet de serre sont consultables sur un site dédié publié par Météo-France en novembre 2022.

## Urbanisme

### Typologie
Au 1er janvier 2024, Cany-Barville est catégorisée bourg rural, selon la nouvelle grille communale de densité à sept niveaux définie par l'Insee en 2022.
Elle appartient à l'unité urbaine de Cany-Barville, une unité urbaine monocommunale constituant une ville isolée,. Par ailleurs la commune fait partie de l'aire d'attraction de Cany-Barville, dont elle est la commune-centre,. Cette aire, qui regroupe 6 communes, est catégorisée dans les aires de moins de 50 000 habitants,.

### Occupation des sols

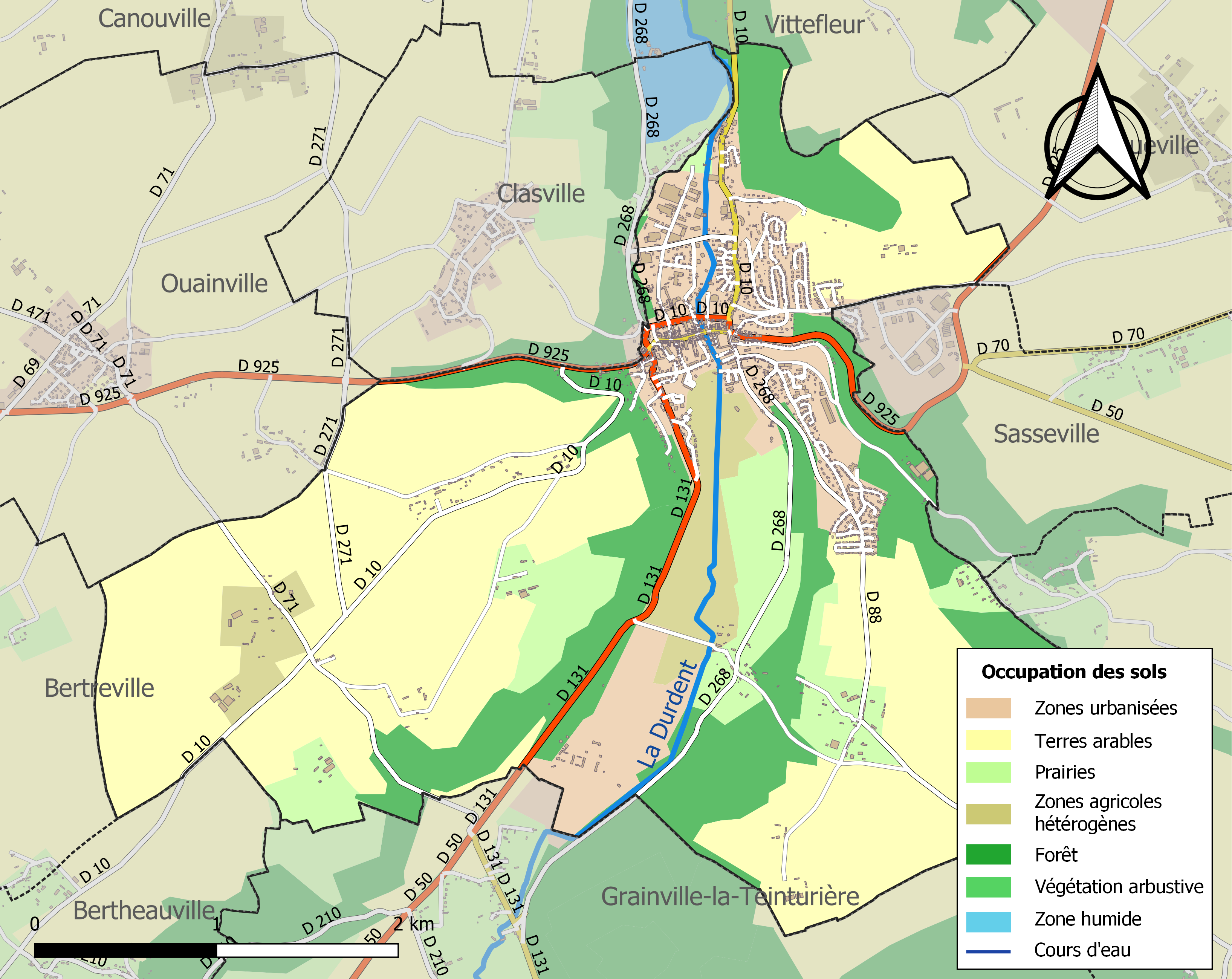
Carte des infrastructures et de l'occupation des sols de la commune en 2018 (CLC).

L'occupation des sols de la commune, telle qu'elle ressort de la base de données européenne d’occupation biophysique des sols Corine Land Cover (CLC), est marquée par l'importance des territoires agricoles (64,9 % en 2018), en diminution par rapport à 1990 (69 %). La répartition détaillée en 2018 est la suivante : 
terres arables (49,3 %), forêts (20,9 %), zones urbanisées (10,7 %), prairies (9,8 %), zones agricoles hétérogènes (5,8 %), espaces verts artificialisés, non agricoles (3,4 %). L'évolution de l’occupation des sols de la commune et de ses infrastructures peut être observée sur les différentes représentations cartographiques du territoire : la carte de Cassini (XVIIIe siècle), la carte d'état-major (1820-1866) et les cartes ou photos aériennes de l'IGN pour la période actuelle (1950 à aujourd'hui).

### Lieux-dits, hameaux et écarts
Le hameau du Haut de Barville se trouve au sud du chef-lieu.

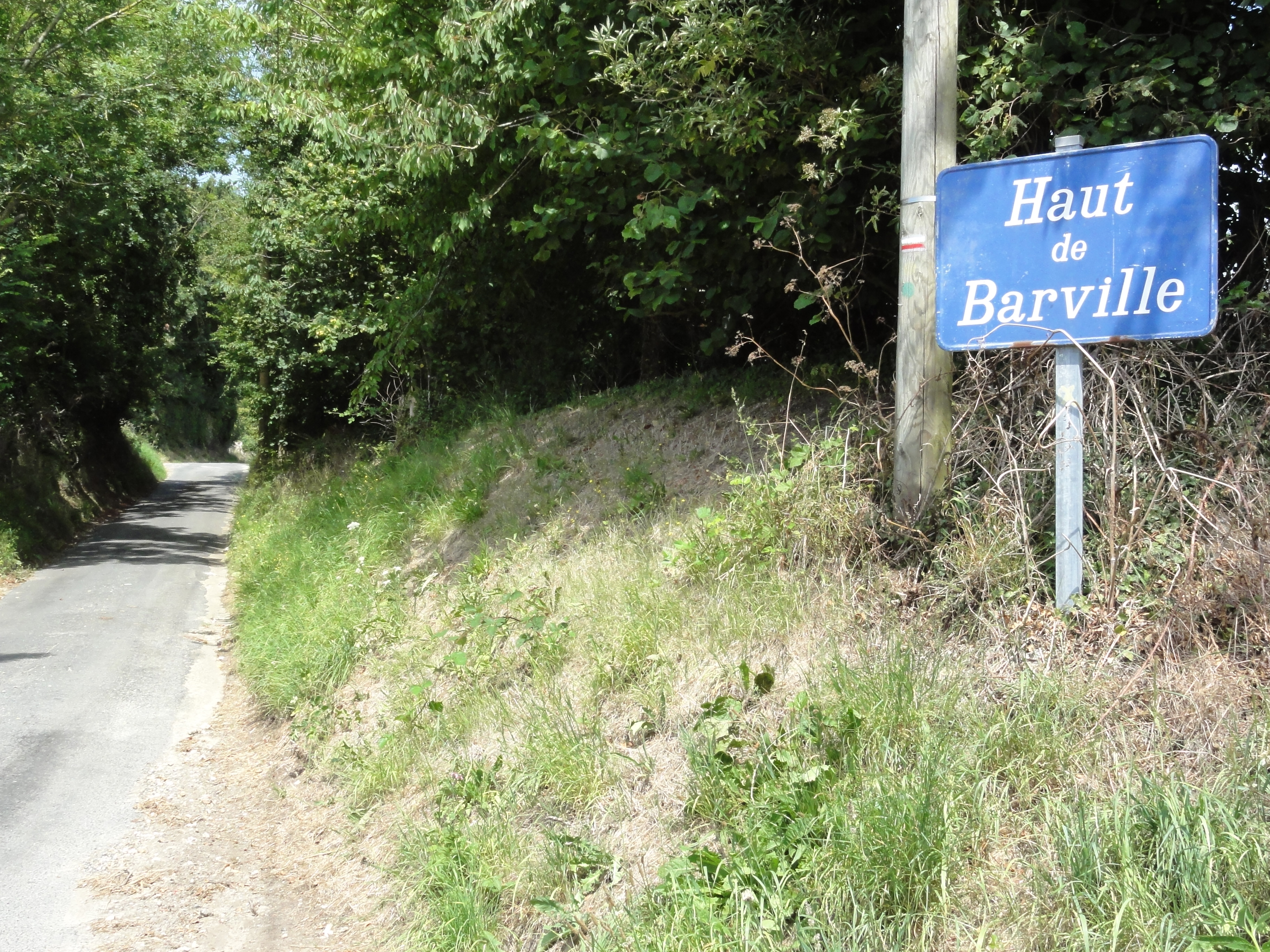
Panneau d'entrée du hameau de Haut-de-Barville.

### Habitat et logement
En 2018, le nombre total de logements dans la commune était de 1 678, alors qu'il était de 1 559 en 2013 et de 1 492 en 2008.
Parmi ces logements, 84,6 % étaient des résidences principales, 5,8 % des résidences secondaires et 9,7 % des logements vacants. Ces logements étaient pour 66,3 % d'entre eux des maisons individuelles et pour 33,5 % des appartements.
Le tableau ci-dessous présente la typologie des logements à Cany-Barville en 2018 en comparaison avec celle de la Seine-Maritime et de la France entière. Une caractéristique marquante du parc de logements est ainsi une proportion de résidences secondaires et logements occasionnels (5,8 %) supérieure à celle du département (3,9 %) mais inférieure  à celle de la France entière (9,7 %). Concernant le statut d'occupation de ces logements, 34,6 % des habitants de la commune sont propriétaires de leur logement (33,8 % en 2013), contre 53 % pour la Seine-Maritime et 57,5 % pour la France entière.
| Typologie                                               | Cany-Barville | Seine-Maritime | France entière |
| ------------------------------------------------------- | ------------- | -------------- | -------------- |
| Résidences principales (en %)                           | 84,6          | 88             | 82,1           |
| Résidences secondaires et logements occasionnels (en %) | 5,8           | 3,9            | 9,7            |
| Logements vacants (en %)                                | 9,7           | 8,1            | 8,2            |

## Toponymie
Commune formée en 1827 de la réunion des anciennes paroisses de Cany et de Barville.
Cany : le nom est attesté sous la forme Caneio vers 1150,, Cani vers 1240, In parr. de Cany en 1248, Sancti Martini de Caneio en 1249, eccl. de Cany en 1269, Sancti Martini de Caneyo en 1290 (Arch. S.-M. 7 H), Cani en 1319 (Arch. S.-M. G 3267), Sancti Martini de Canyaco en 1468, Ec. Sancti Martini de Caniaco en 1570 (Arch. S.-M. E Etat-civil), Cany en 1715 (Frémont).

D'un type gaulois ou gallo-roman hypothétique *Caniacum, nom de lieu en -(i)acum suffixe locatif et de propriété d'origine gauloise. Il est précédé du nom de personne Canius.
Barville : le nom est attesté sous la forme Barevilla en 1177 et en 1178,, Ecc. Beate Marie de Barevilla en 1261 (Bonnin 415), Ecc. de Barvilla en 1270, Barville en 1319 (Arch. S.-M. G 3267), Barvilla en 1337,
Barville, 1431 (Longnon, 28, 89), Notre-Dame de Barville en 1674 (Arch. S.-M. G 1670, 738), Barville-sur-Cani en 1740 (Duplessis I, 316), Barville en 1715 (Frémont).

Il s'agit d'une formation toponymique médiévale en -ville au sens ancien de « domaine rural », dont le premier élément Bar- représente un anthroponyme conformément au cas général,. Il peut s'agir du nom de personne scandinave Badr (comprendre Bárðr, qui convient d'ailleurs mieux car ð (th) et -r des anthroponymes et noms communs se sont régulièrement amuïs, de sorte qu'ils ne sont pratiquement jamais notés dans les formes anciennes) ou encore germanique continental Baro,, Barulfus ou Baroldus.

Remarque : il existe un nom de personne vieux norrois Bároðr / Bárøðr. Il existe également un nom de personne norrois Bari, qui se superpose directement à Baro, et qui pourrait expliquer aussi la Barre-y-Va (Seine-Maritime, Caudebec-en-Caux, Barival 1597) ; Bariville (Seine-Maritime, Longueville-sur-Scie, Hamel de Bariville XVe siècle) ; Bariville (Seine-Maritime, pays de Caux, les Loges, Bariville au XVe siècle) ; Barimare (Fécamp, pays de Caux, Barimare 1336).

## Histoire

### Moyen Âge
Cany est occupée par un château normand dès 1130. Il est alors un fief du roi d'Angleterre. Il passe à la couronne française en 1204.

### Temps modernes

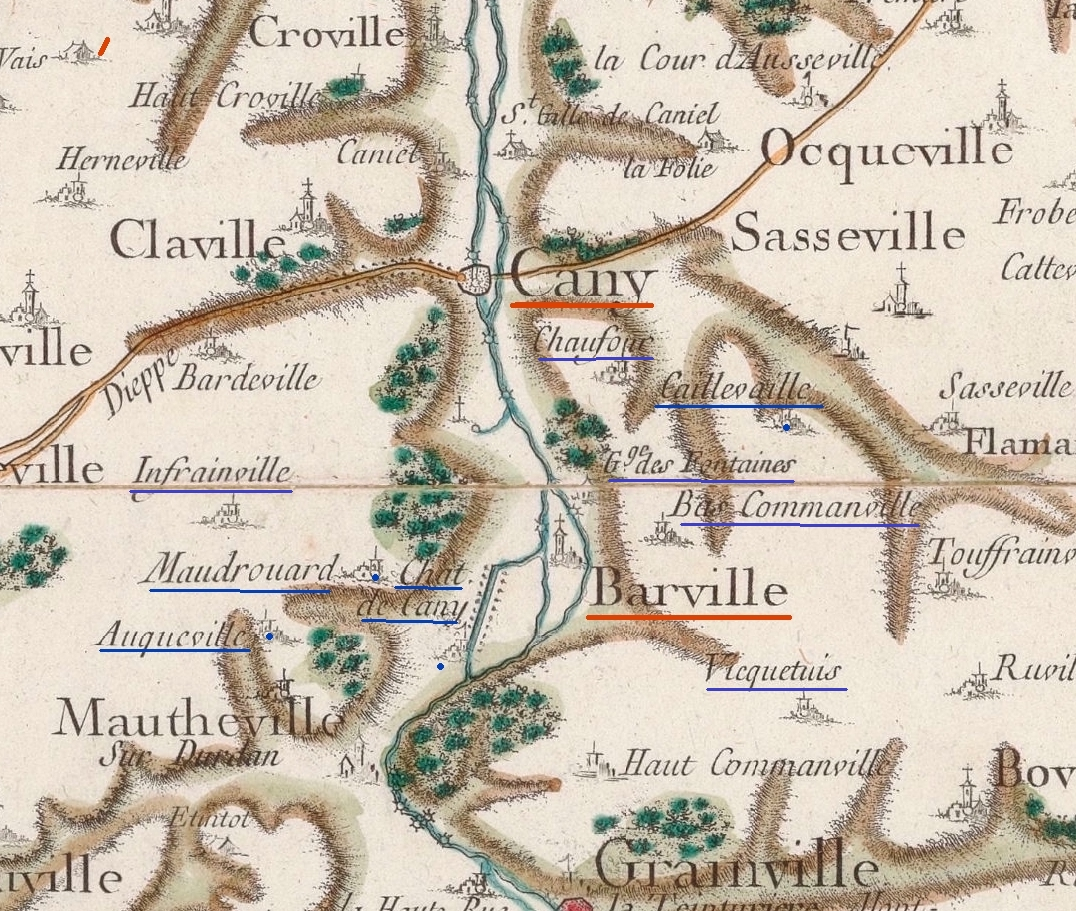
Carte de Cassini du secteur (vers 1750).

La carte de Cassini ci-contre montre qu'au milieu du XVIIIe siècle, Cany est un bourg situé entre les deux bras de la Durdent, traversé par une route empierrée menant à Dieppe. Au sud, Barville est une paroisse indépendante avec sa chapelle Notre-Dame qui existe encore actuellement. Le territoire de Barville a été rattaché à Cany en 1827 pour former la commune de Cany-Barville.
Barville, qui devait être un bourg très prospère au XVIIIe siècle, n'est plus qu'un simple hameau à l'heure actuelle.
Quatre moulins à eau sont représentés par une roue dentée sur la carte entre Canty et Barville. Ils faisaient partie des 33 moulins à eau fonctionnant encore sur la Durdent au XVIIIe siècle. Comme le montre l'arrêt du Conseil d’État du roi du 18 avril 1736, ces moulins servaient surtout au blanchiment des toiles.
Sur la rive gauche est dessiné le château de Cany, inscrit aux Monuments Historiques depuis 1930. Avant la Révolution, le puissant marquis de Cany-Canyel avait une droit de haute-justice sur ses terres.

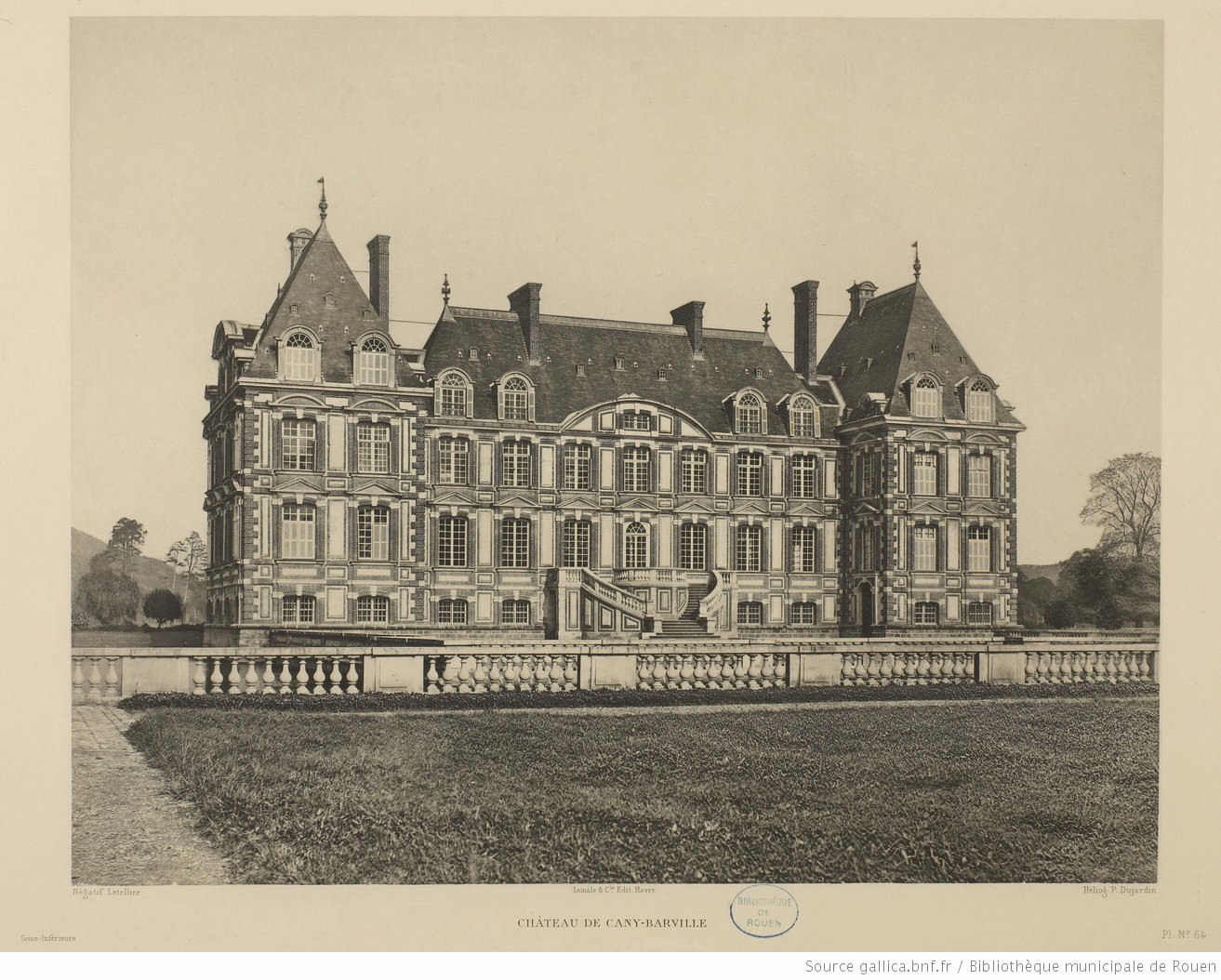
Dessin du château de Cany en 1898.

Sur cette même rive sont représentés trois hameaux :Infrainville, Maudrouard et Auqueville qui se nomment maintenant Vinfrainville, Hocqueville et le Maudrouard.
Sur la rive droite, les hameaux de Caillevaille et Vicquetuis existent encore sous le nom de Cavaille et Vicquetuit.
Les hameaux de Chaufour, Bas Commanville et la Grange des Fontaines sont disparus.

### Révolution française et Empire
Cany est le chef-lieu du district de Cany de 1790 à 1795.

### Époque contemporaine
La commune de Cany, instituée par la Révolution française, absorbe en 1827 celle de Barville et son nom devient l'actuel Cany-Barville.

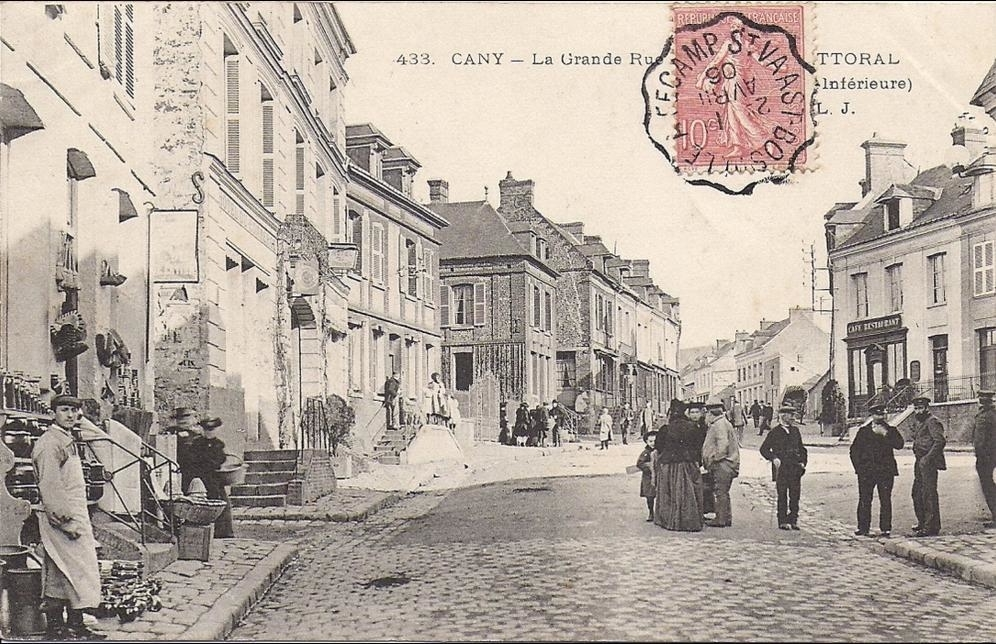
Carte postale du bourg en 1906.

## Politique et administration

### Rattachements administratifs et électoraux

#### Rattachements administratifs
La commune se trouve depuis 1926 dans l'arrondissement de Dieppe du département de la Seine-Maritime.
Elle était depuis 1793 le chef-lieu du canton de Cany-Barville. Dans le cadre du redécoupage cantonal de 2014 en France, cette circonscription administrative territoriale a disparu, et le canton n'est plus qu'une circonscription électorale.

#### Rattachements électoraux
Pour les élections départementales, la commune fait partie depuis 2014 du canton de Saint-Valery-en-Caux
Pour l'élection des députés, elle fait partie de la dixième circonscription de la Seine-Maritime.

### Intercommunalité
Cany-Barville est le siège de la communauté de communes de la Côte d'Albâtre, un établissement public de coopération intercommunale (EPCI) à fiscalité propre créé initialement fin 2001 par transformation de l'ancien District de la région de Paluel, et auquel la commune a transféré un certain nombre de ses compétences, dans les conditions déterminées par le code général des collectivités territoriales.

### Tendances politiques et résultats
Lors du premier tour des élections municipales de 2014 dans la Seine-Maritime, la liste DVG menée par le maire sortant Jean-Pierre Thévenot obtient la majorité absolue des suffrages exprimés, avec 999 voix (62,47 %, 20 conseillers municipaux élus dont 5 communautaires), devançant très largement celles menées respectivement par : 

- Martine Decool (DVD, 488 voix, 30,51 %, 3 conseillers municipaux élus) ;  	

- Jérôme Stalin (DVG , 112 voix, 7 %, pas d'élus).

Lors de ce scrutin, 27,26 % des électeurs se sont abstenus.	
Au premier tour de l'élections municipales de 2020 dans la Seine-Maritime, la liste PS menée par le maire sortant Jean-Pierre Thévenot obtient la majorité absolue des suffrages exprimés, avec 876 voix (68,70 %, 20 conseillers municipaux élus dont 7 communautaires), devançant très largement celle LREM menée par le député Xavier Batut, qui a recueilli 399 voix (31,29 %, 3 conseillers municipaux élus dont 1 communautaire.
Lors de ce scrutin marqué par la pandémie de Covid-19 en France, 36,08 % des électeurs se sont abstenus.

### Administration municipale
Le nombre d'habitants au dernier recensement étant compris entre 2 500 et 3 499, le nombre de membres du conseil municipal est de 23.

### Liste des maires
| Période                                  | Période                   | Identité                      | Étiquette   | Qualité |
| ---------------------------------------- | ------------------------- | ----------------------------- | ----------- | --- |
| Les données manquantes sont à compléter. |                           |                               |             | |
|                                          |                           | Fouët                         |             | |
| 1847                                     |                           | Hellouin                      |             | |
| 1870                                     | 1871                      | F. Guillebert                 |             | |
| 1871                                     | 1878                      | F. Debeque                    |             | |
| 1878                                     | 1886                      | Édouard Camille Lecoq         | Républicain | Docteur en médecine, chevalier de la Légion d'honneur (1883)                                                             |
| 1886                                     | mars 1886                 | Ulysse Parent                 |             | |
| 1886                                     | 1896                      | Édouard Camille Lecoq         |             | Docteur en médecine, chevalier de la Légion d'honneur (1883)                                                             |
| 1896                                     | 1897                      | F. Leroux                     |             | |
| 1897                                     | 1899                      | H. Labey                      |             | |
| 1899                                     | 1917                      | Édouard Camille Lecoq         |             | Docteur en médecine, chevalier de la Légion d'honneur (1883)                                                             |
| 1917                                     | 1919                      | L. Cartenet                   |             | |
| 1919                                     | 1929                      | G. Fiquet                     |             | |
| 1929                                     | 1941                      | Raoul Rousseau                |             | |
| 1941                                     | 1950                      | G. Brun                       |             | |
| 1950                                     | 1958                      | Fernand Lepicard              | DVD         | Négociant Conseiller général de Cany-Barville (1955 → 1958)                                                              |
| 1958                                     | 1974                      | René Leborgne                 |             | |
| 1974                                     | mars 1977                 | Jean Brun                     |             | Notaire |
| mars 1977                                | juin 1991                 | Robert Gabel (1926-1991)      | UDF-Rad.    | Conseiller général de Cany-Barville (1983 → 1991) Président du District de la région de Paluel Décédé en cours de mandat |
| 1991                                     | juin 1995                 | Jeannine Jourdain (1929-2019) | SE          | Contrôleuse divisionnaire des Finances publiques                                                                         |
| juin 1995                                | mars 2008                 | François Gillard              | DVD         | Retraité |
| mars 2008                                | En cours (au 22 mai 2023) | Jean-Pierre Thévenot          | PS          | Ingénieur EDF retraité Vice-président de la CC de la Côte d'Albâtre (2020 → ) Réélu pour le mandat 2020-2026,            |

### Distinctions et labels
Le village est décoré des trois fleurs du concours des villes et villages fleuris[Quand ?].

### Jumelages
- Greenock (Royaume-Uni) (Écosse)
- Maximiliansau (de) (Allemagne)
- Moorslede (Belgique)

## Population et société

### Démographie
L'évolution du nombre d'habitants est connue à travers les recensements de la population effectués dans la commune depuis 1793. Pour les communes de moins de 10 000 habitants, une enquête de recensement portant sur toute la population est réalisée tous les cinq ans, les populations de référence des années intermédiaires étant quant à elles estimées par interpolation ou extrapolation. Pour la commune, le premier recensement exhaustif entrant dans le cadre du nouveau dispositif a été réalisé en 2006.

En 2022, la commune comptait 2 898 habitants, en évolution de −5,29 % par rapport à 2016 (Seine-Maritime : +0,35 %, France hors Mayotte : +2,11 %).
| 1793  | 1800  | 1806  | 1821  | 1831  | 1836  | 1841  | 1846  | 1851  |
| ----- | ----- | ----- | ----- | ----- | ----- | ----- | ----- | ----- |
| 1 401 | 1 436 | 1 434 | 1 389 | 1 799 | 2 011 | 1 978 | 2 025 | 2 147 |

| 1856  | 1861  | 1866  | 1872  | 1876  | 1881  | 1886  | 1891  | 1896  |
| ----- | ----- | ----- | ----- | ----- | ----- | ----- | ----- | ----- |
| 2 163 | 2 175 | 2 051 | 1 869 | 1 920 | 1 833 | 1 824 | 1 825 | 1 760 |

| 1901  | 1906  | 1911  | 1921  | 1926  | 1931  | 1936  | 1946  | 1954  |
| ----- | ----- | ----- | ----- | ----- | ----- | ----- | ----- | ----- |
| 1 786 | 1 701 | 1 653 | 1 589 | 1 523 | 1 416 | 1 523 | 1 609 | 1 576 |

| 1962  | 1968  | 1975  | 1982  | 1990  | 1999  | 2006  | 2011  | 2016  |
| ----- | ----- | ----- | ----- | ----- | ----- | ----- | ----- | ----- |
| 1 629 | 1 704 | 2 209 | 3 202 | 3 349 | 3 364 | 3 150 | 3 032 | 3 060 |

| 2021  | 2022  | - | - | - | - | - | - | - |
| ----- | ----- | - | - | - | - | - | - | - |
| 2 947 | 2 898 | - | - | - | - | - | - | - |

### Manifestations culturelles et festivités
À l’occasion de la fête de l’Ascension , la commune de Cany-Barville organise la « Cany parade » au cours de laquelle un corso fleuri est organisé au son d’orchestres.

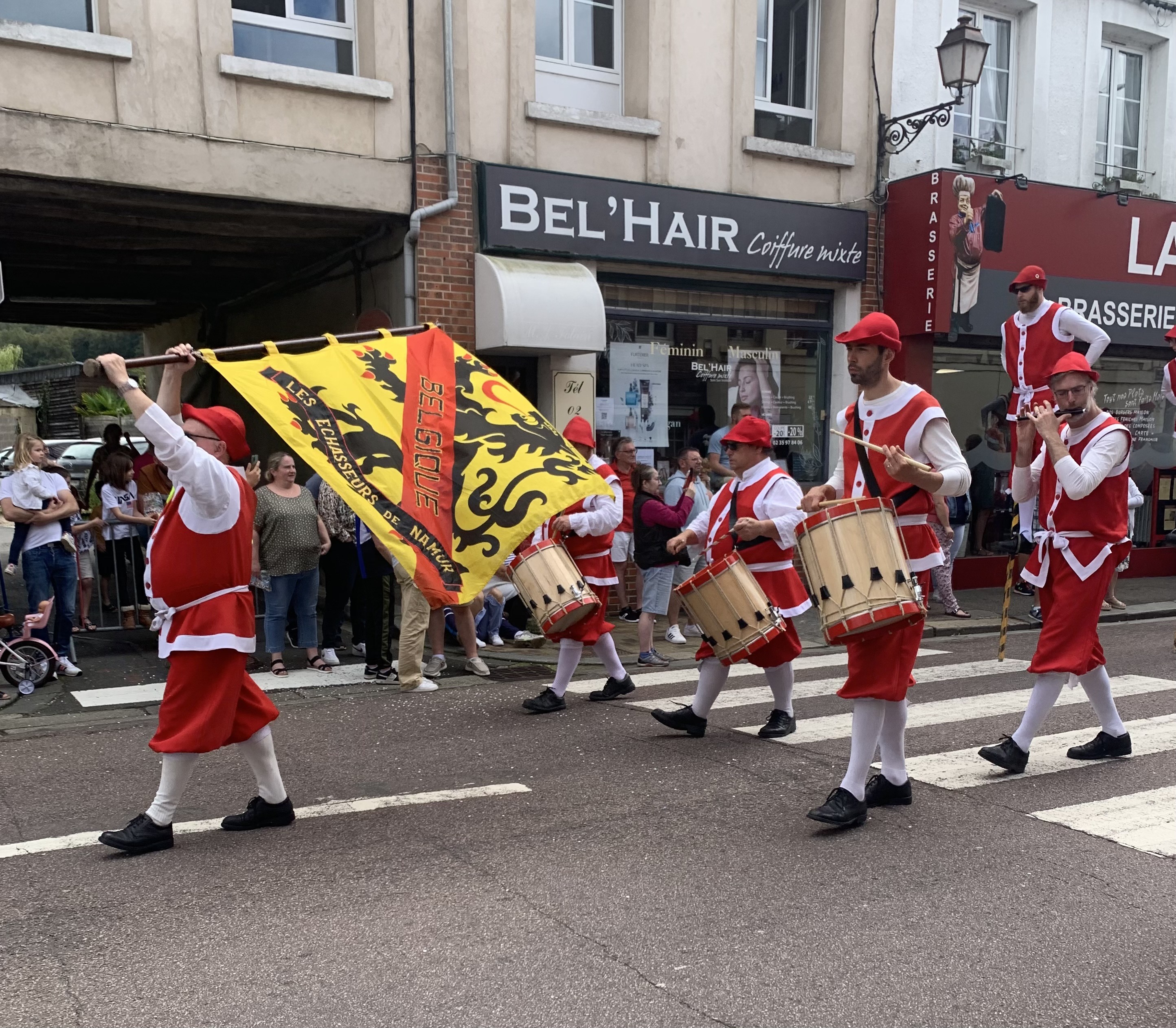
L’orchestre de Namur lors de la Cany parade 2023.
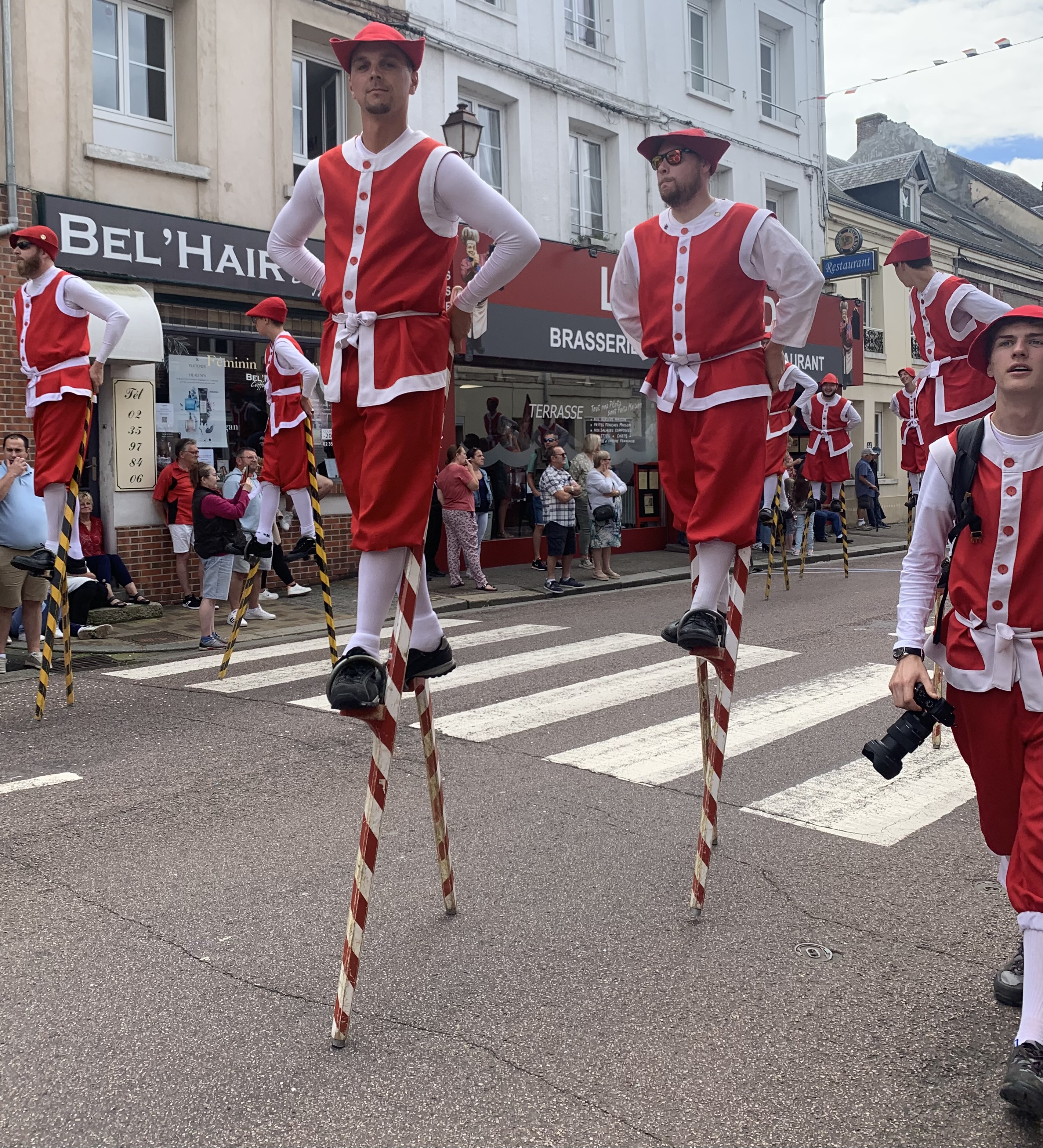
Les Échasseurs namurois lors de la Cany parade 2023.
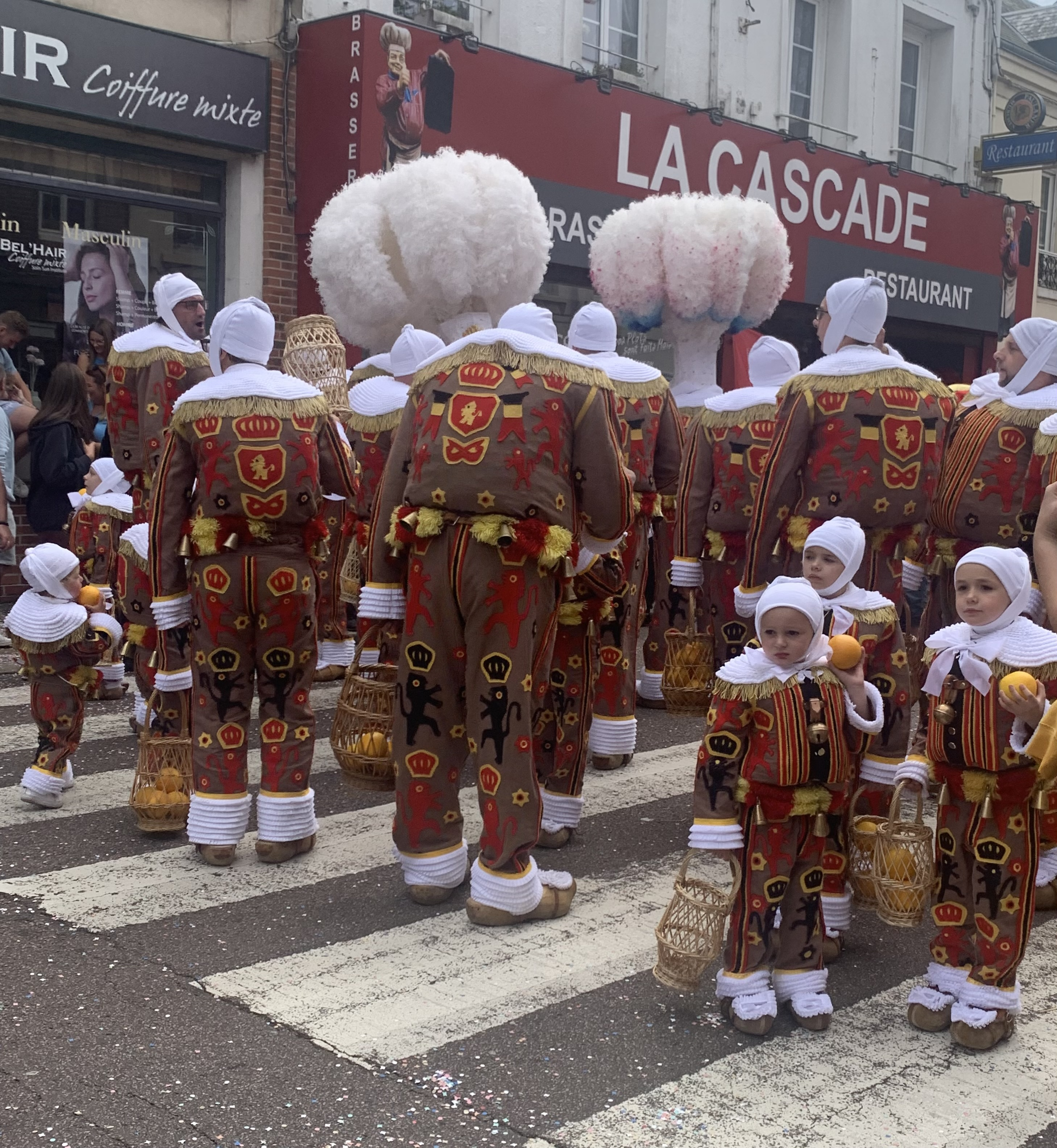
Les Gilles lors de la Cany parade 2023.
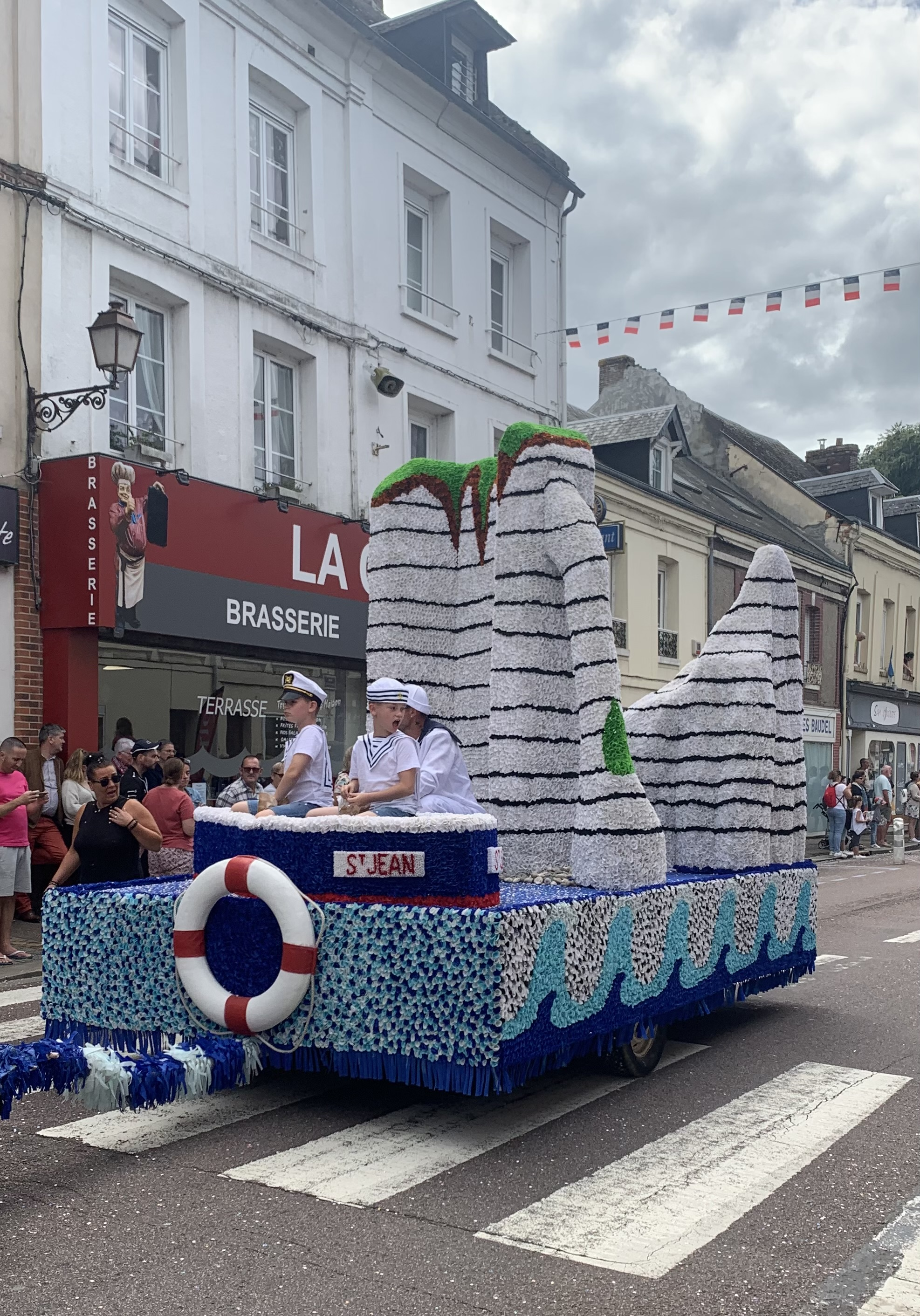
Char représentant les falaises d’Etretat lors de la Cany parade 2023.
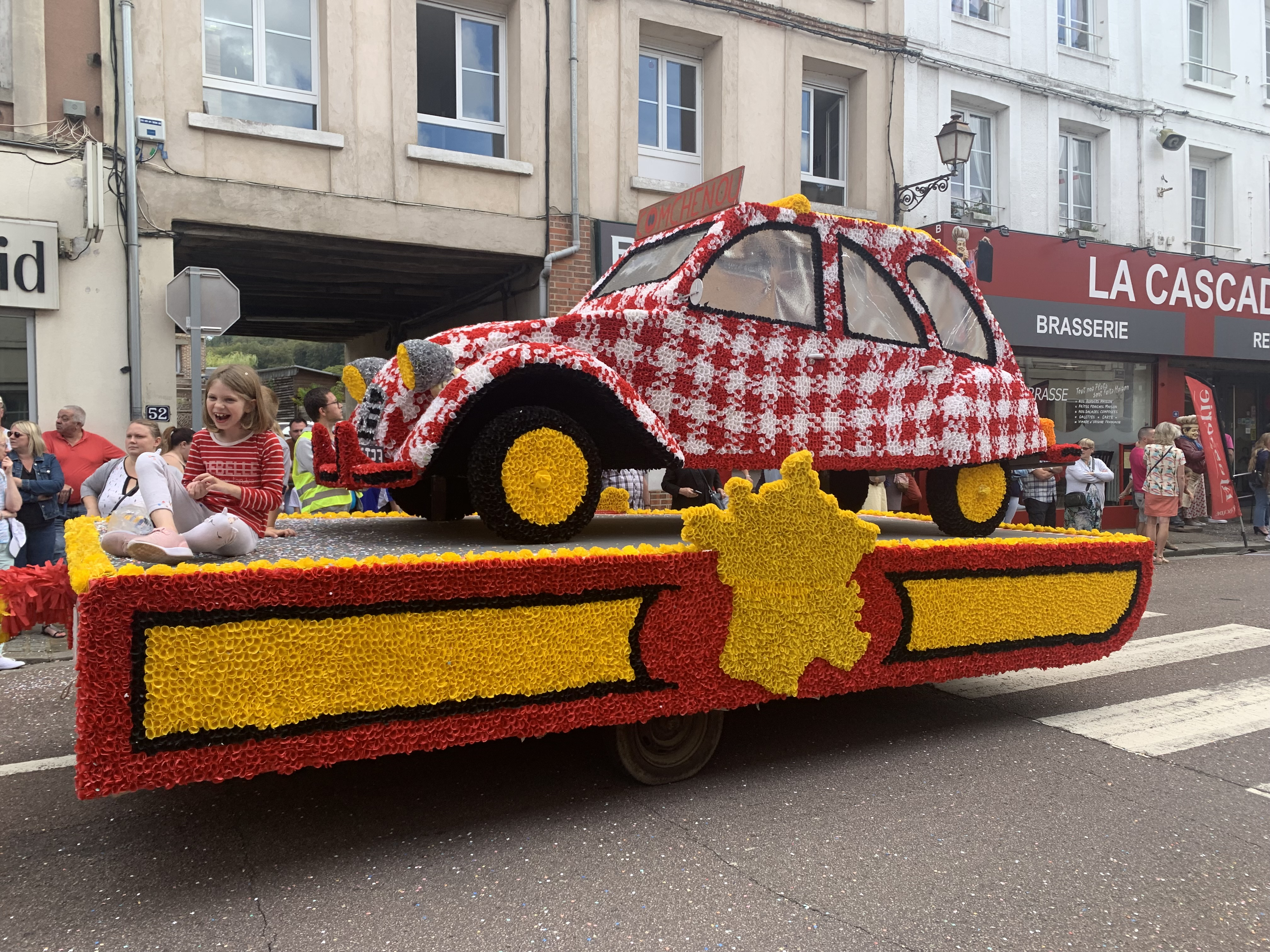
Char représentant la  2 CV Cochonou lors de la Cany parade 2023.
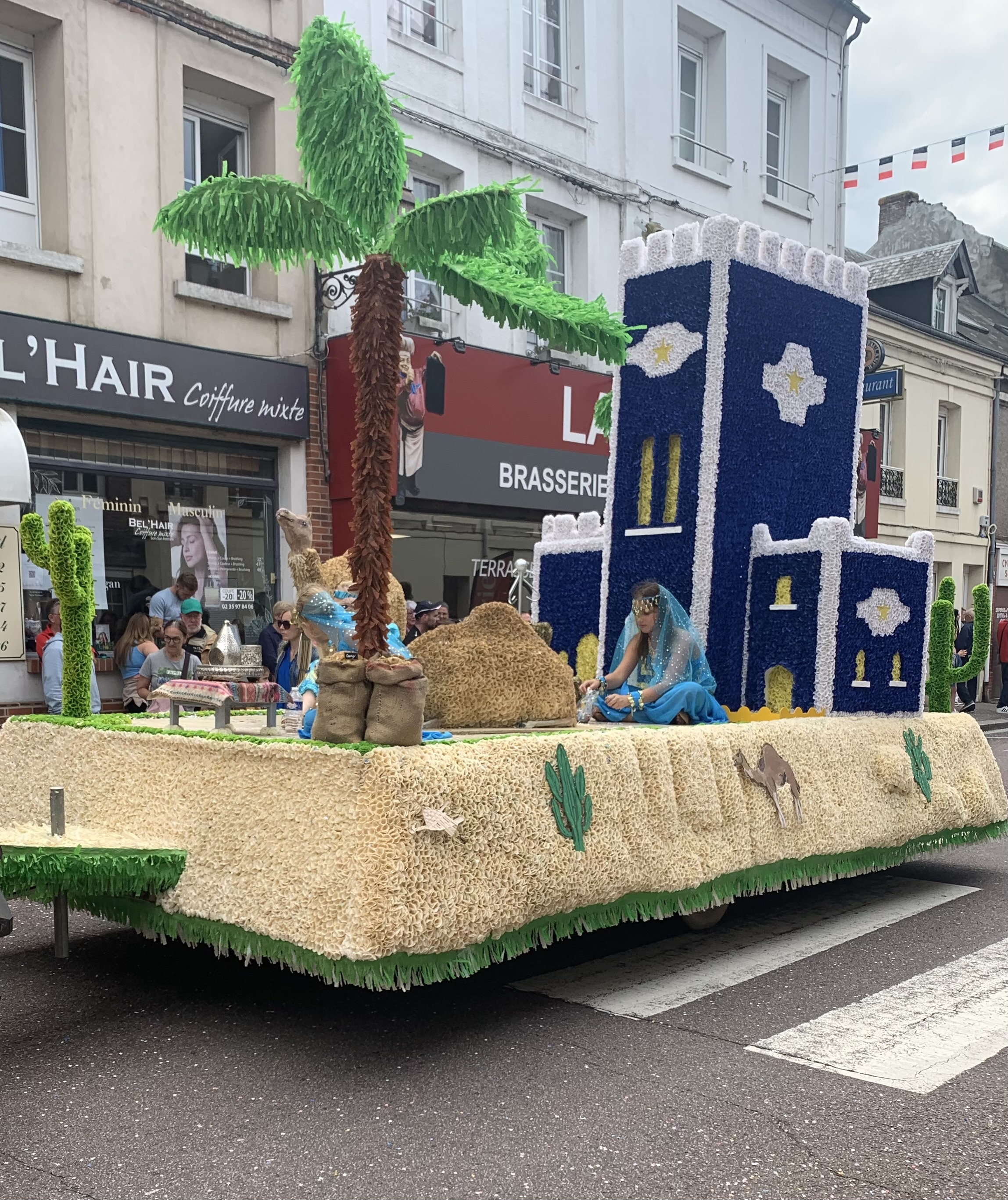
Char représentant un palais marocain  lors de la Cany parade 2023.
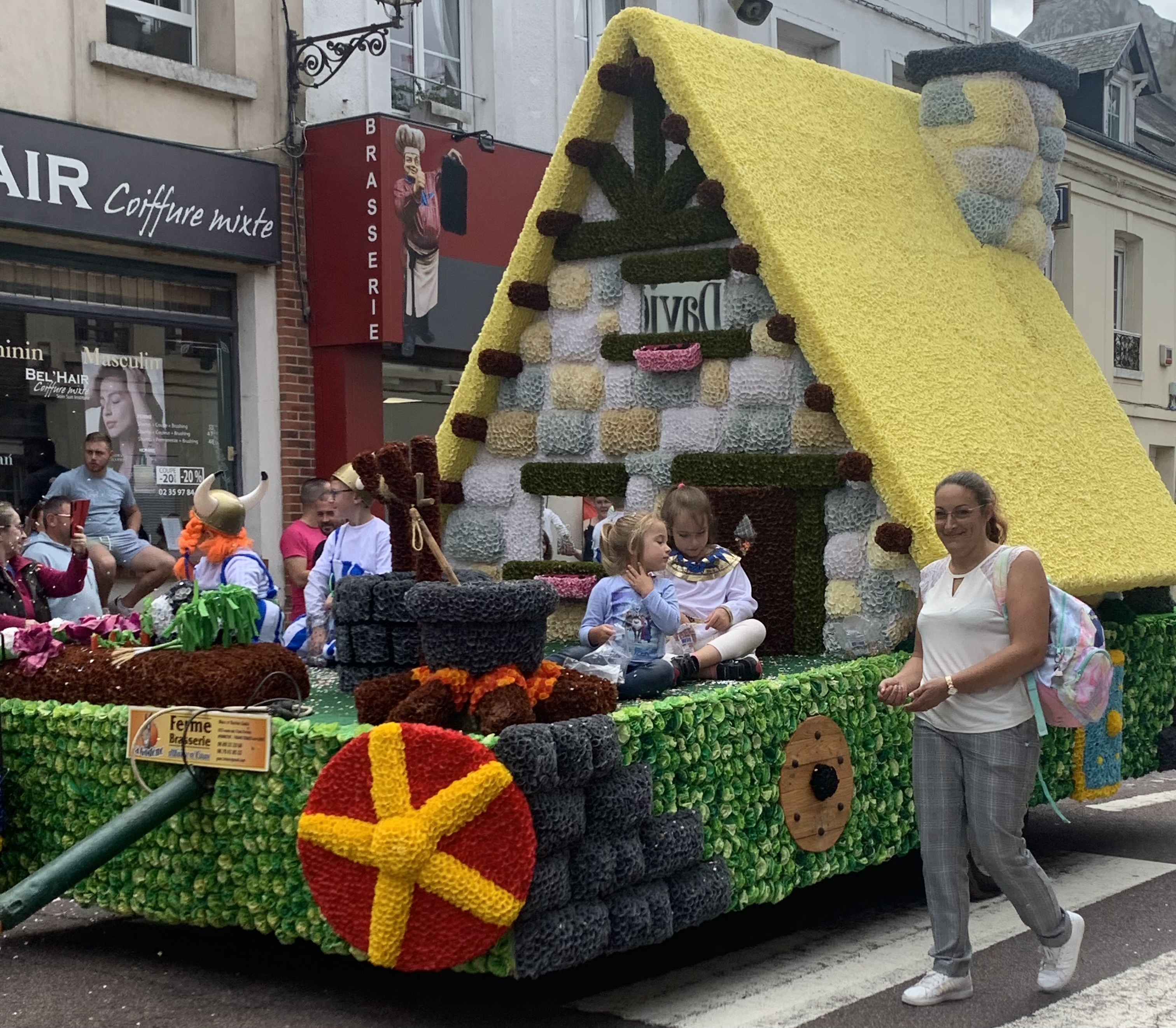
Chat représentant une maison gauloise lors de la Cany parade 2023.
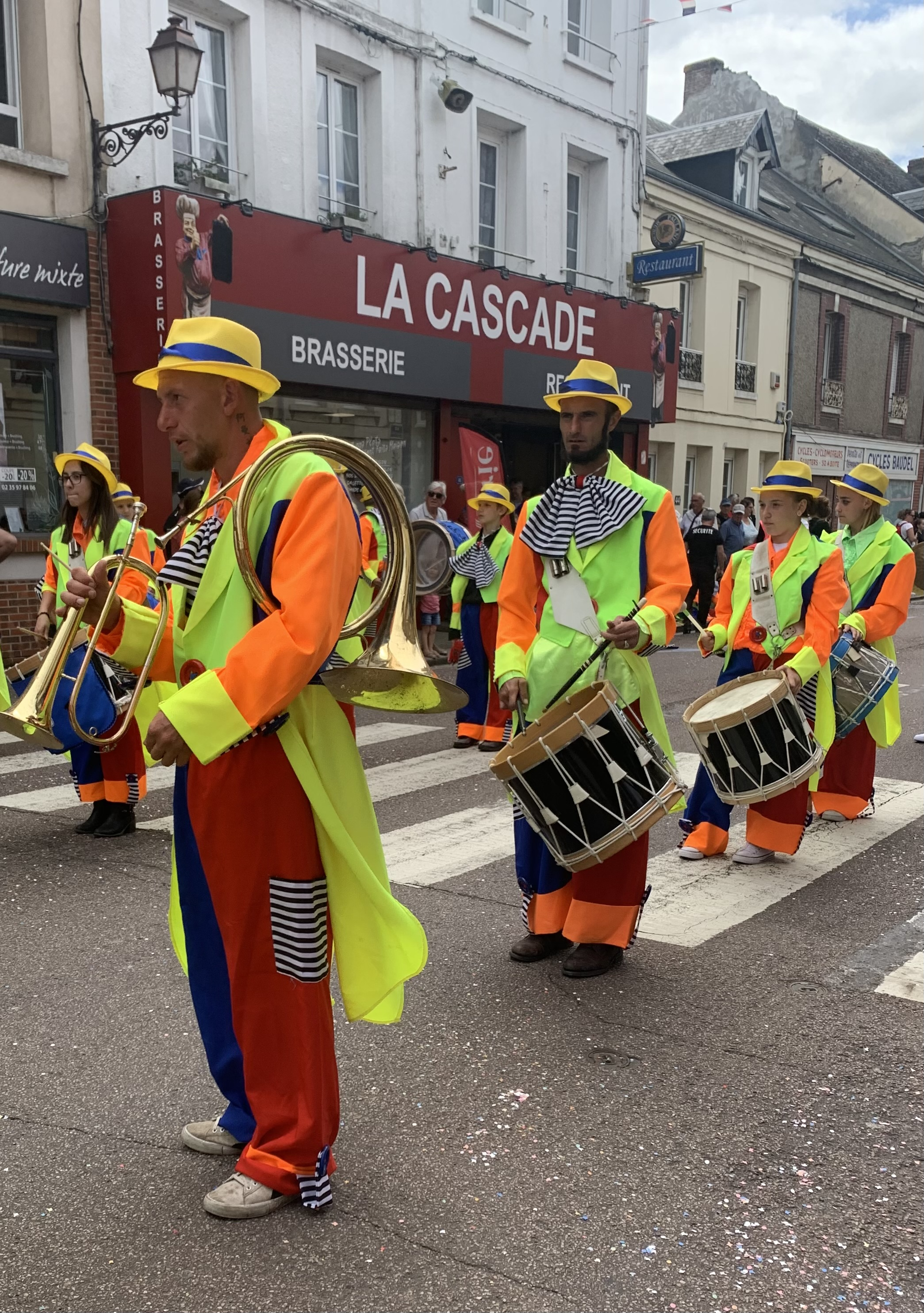
Un des orchestres de la Cany parade 2023.

## Culture locale et patrimoine

### Lieux et monuments
- Église Saint-Martin de Cany, inscrite monument historique[40].
- Chapelle Notre-Dame de Barville, lieu de pèlerinage dédié à saint Siméon, qui rappelle, elle, l'existence du village éponyme. Elle a été construite en 1527, comme l'indique l'inscription sur le linteau de la porte. Elle est sise sur une île de la rivière, à mi-chemin du château et du centre-ville.
- Chapelle Saint-Gilles-et-Saint-Leu (Caniel).
- Le château de Cany est une grande demeure privée installée sur la rivière. Elle rappelle l'existence du village éponyme[41].

- Le manoir de Caniel, à Barville, fait l'objet d’un classement au titre des monuments historiques[42].
- Le manoir de Commanville (1re moitié XVIe siècle), recensé à l'inventaire général du patrimoine culturel[43]. Le manoir est depuis le XVIIIe siècle une dépendance de Cany[44].

On peut également signaler : 
- L'écomusée du moulin Saint-Martin expose une collection d'objets, de jouets et d'outils.
- La commune est traversée par la véloroute du lin (une voie verte) et la véloroute Vallée de la Durdent (une route touristique fléchée).

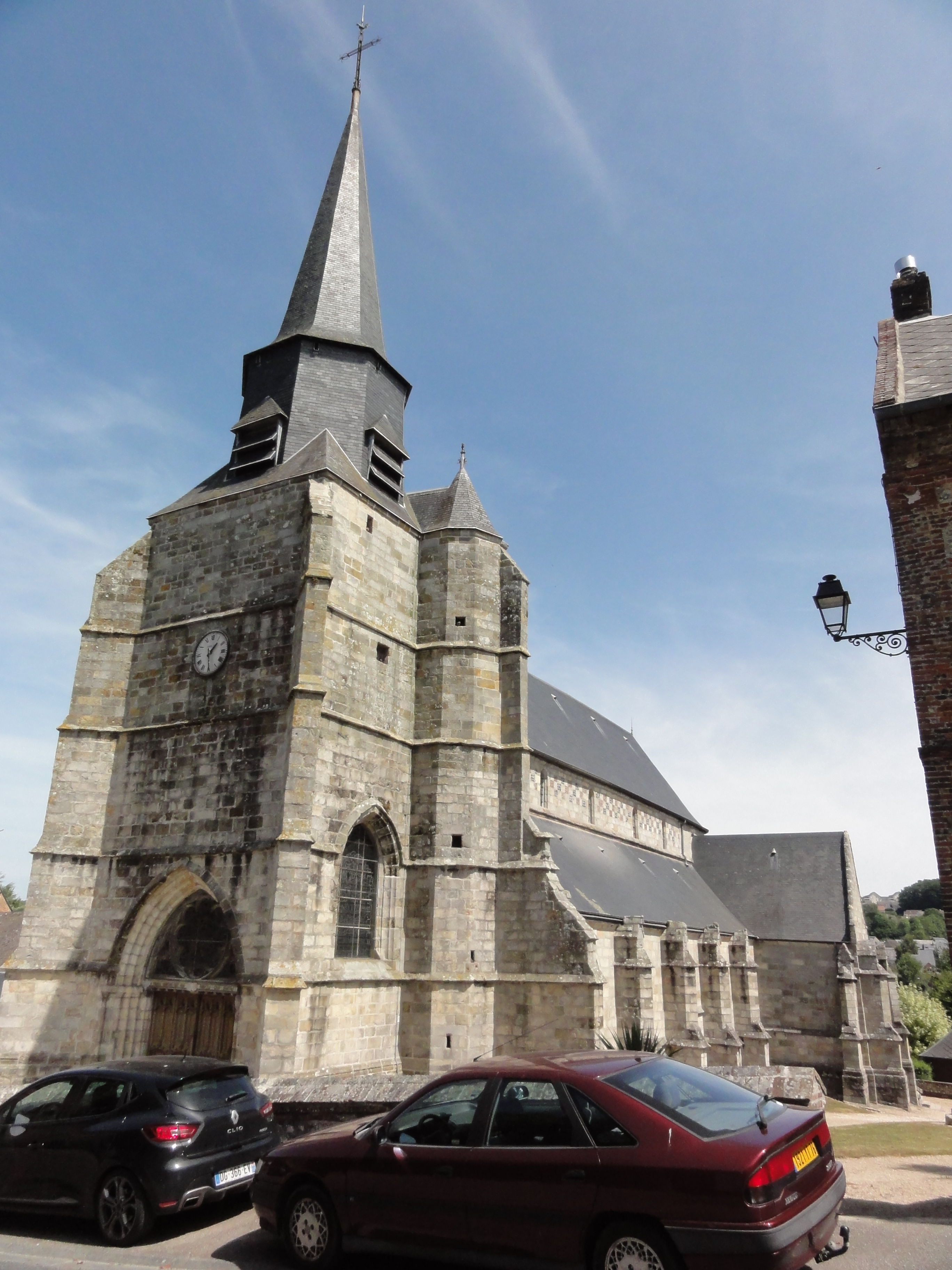
Église Saint-Martin de Cany.
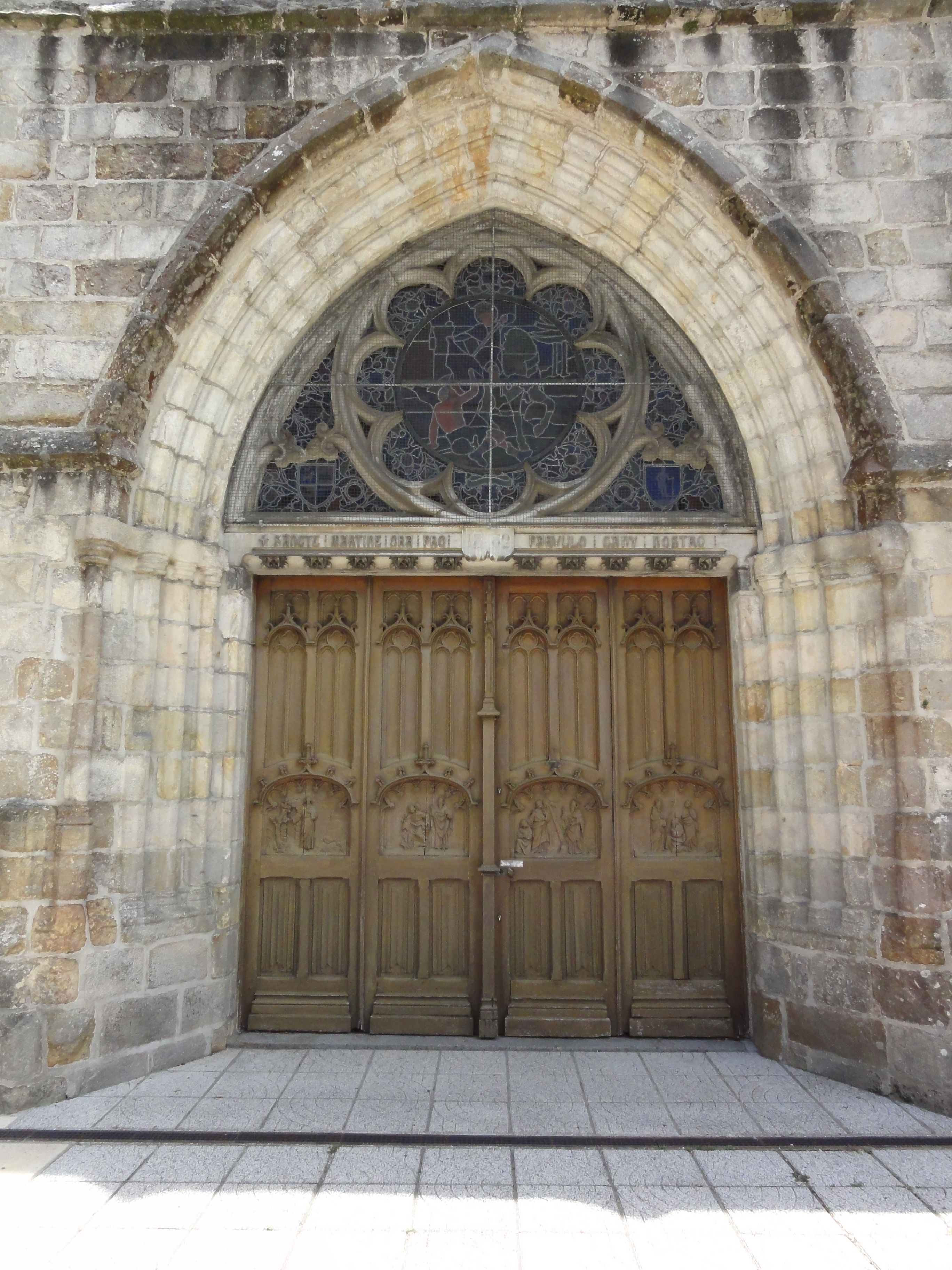
Porche de l'église Saint-Martin.
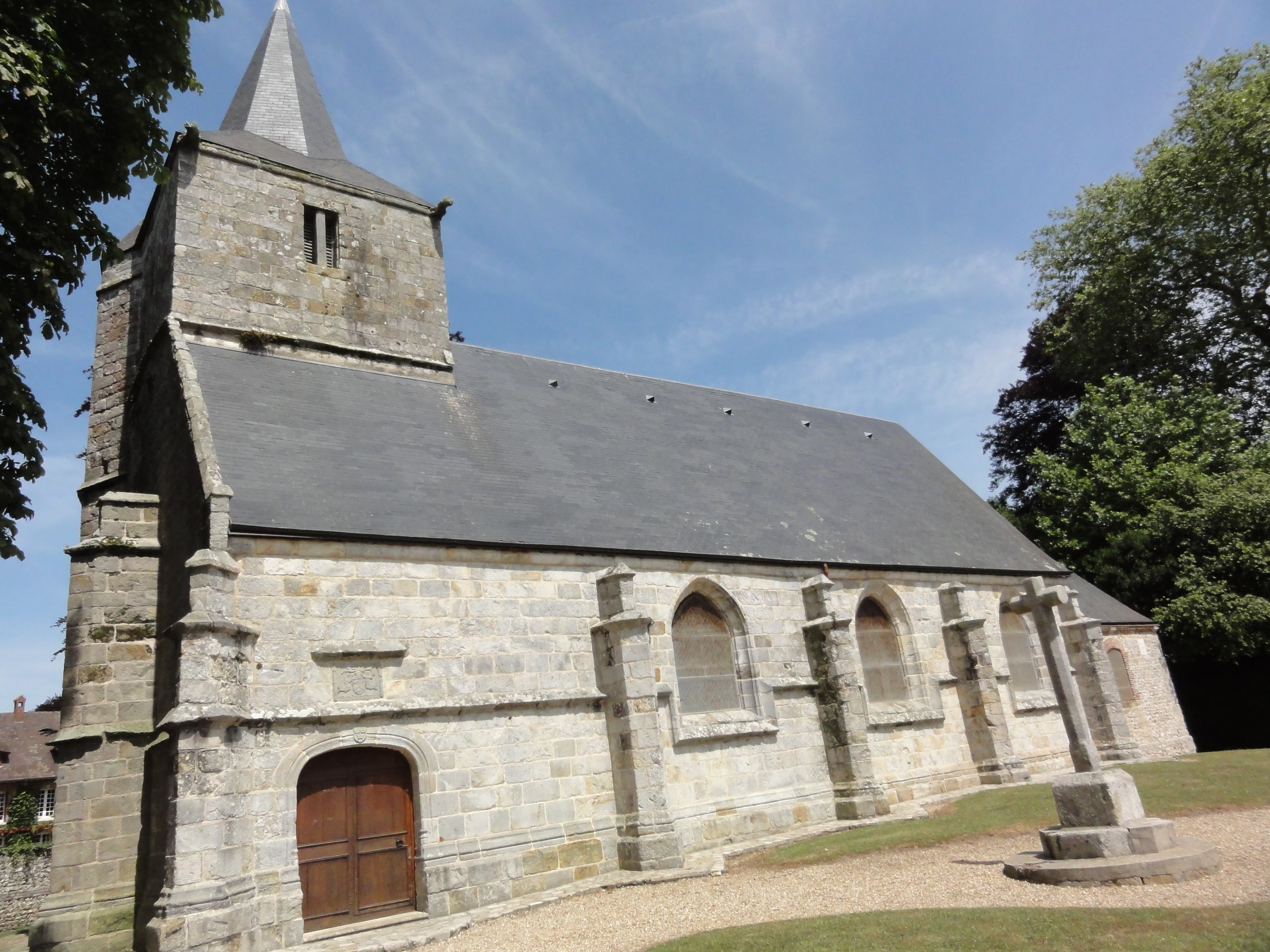
Chapelle Notre-Dame de Barville.
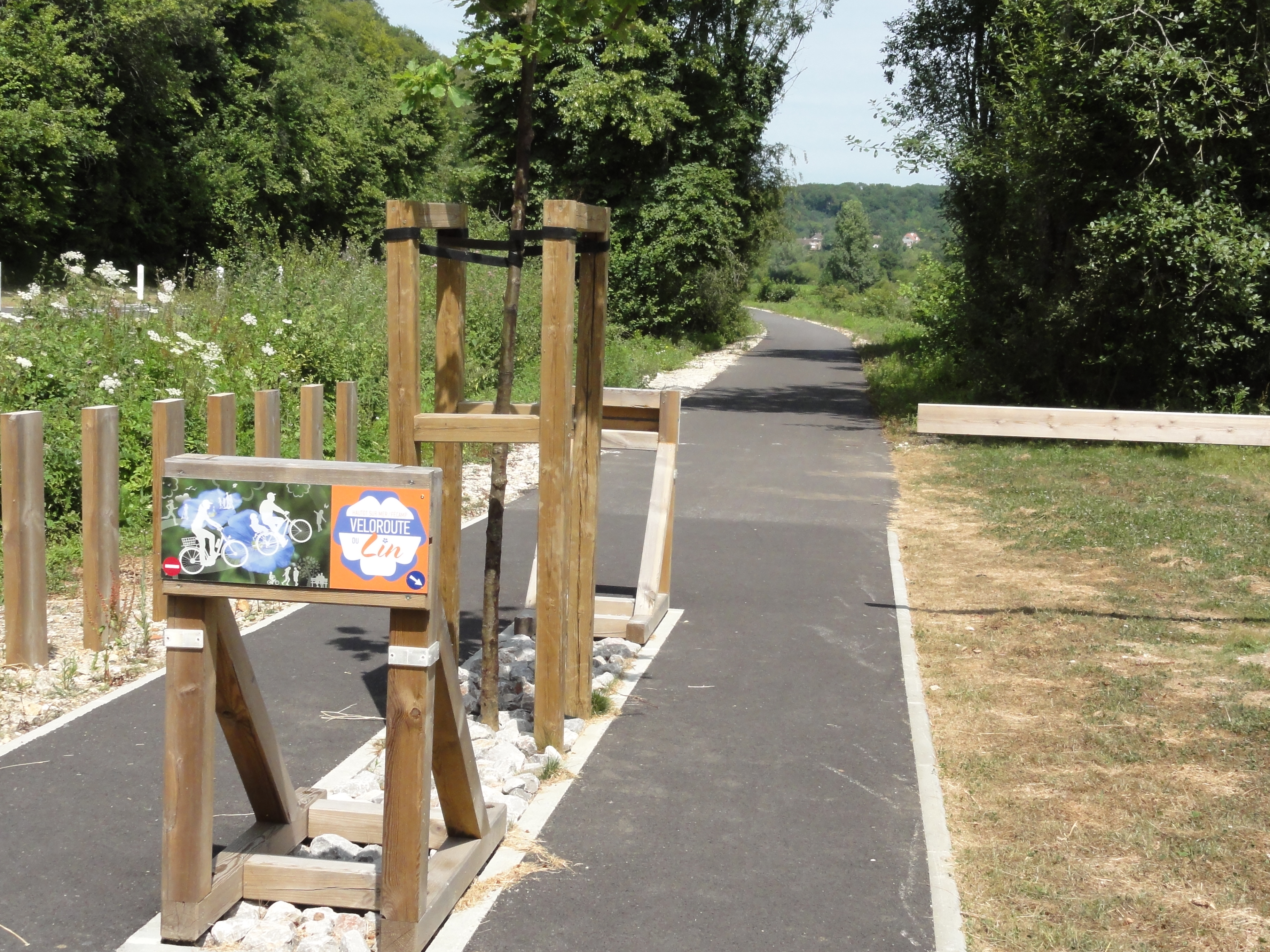
Véloroute du lin.
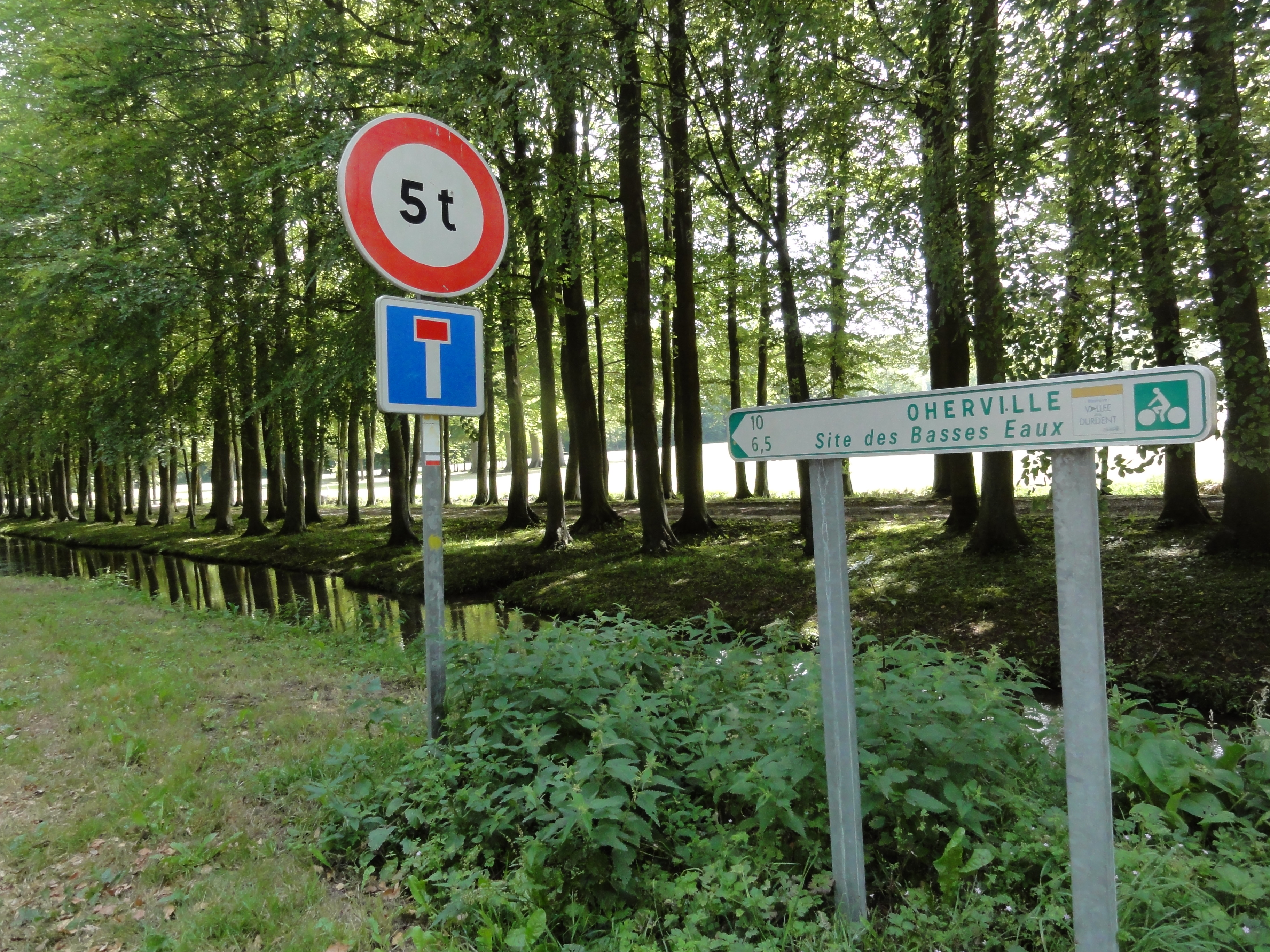
Véloroute vallée de la Durdent.
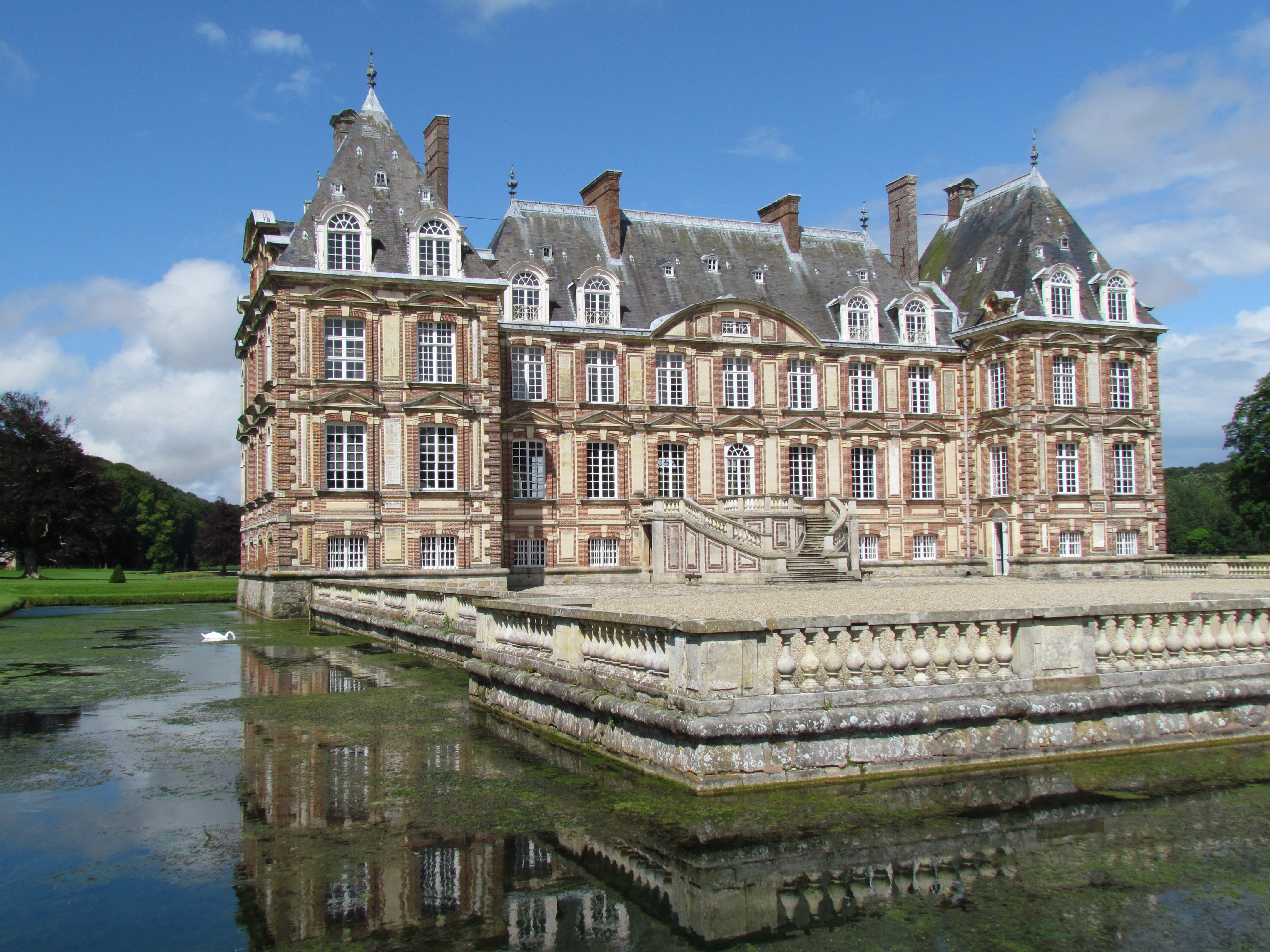
Château de Cany.

### Personnalités liées à la commune
- Jean-Baptiste-Michel Cherfils (1737-1807), Procureur du roi à Cany, il est député du tiers état aux états généraux de 1789 pour le bailliage de Caux. Il a été l'un des 5 commissaires chargés de proposer la division de la province Normandie en 5 départements. Il meurt à Cany.
- Jean-Baptiste Yger (1747-1812), homme politique, maire de Cany-Barville, député de la Seine-Inférieure à la Convention.
- Louis-Hyacinthe Bouilhet (1821-1869). Filleul de Hyacinthe Antoine Pessey, régisseur du château de Cany après avoir connu une heure de gloire en tant qu'auteur de nombreux vaudevilles, de qui il reçut le goût de l'écriture. Écrivain et poète, grand ami de Flaubert. Sa pièce, Madame de Montarcy, fut jouée au théâtre de l’Odéon à Paris. La ville de Cany-Barville remet une récompense à un poète primé par la société des Écrivains Normands. Sa maison natale est sur la place Daniel-Pierre. Le collège de Cany-Barville porte son nom.
- Daniel Pierre (1891-1979) : cet athlète de 1,90 m, titulaire du club de football de Cany-Barville, est champion de France du lancer de poids et du lancer de javelot. Il est sélectionné pour trois Jeux olympiques, Stockholm (1912), Anvers (1920), Paris (1924). Il ne participe néanmoins pas aux jeux olympiques d'été de 1924 , déclarant préférer assurer les moissons dans sa ferme. La salle des fêtes municipale de Cany-Barville et la place qui l’entoure portent son nom.
- Jules, Marie-Léontine et Marie-Thérèse Annet sont reconnus Justes parmi les nations pour avoir caché une enfant juive à Cany-Barville pendant la Seconde Guerre mondiale.

### Héraldique
| Blason de Cany-Barville | Blason  | Écartelé : au 1er d'argent à un pommier de sinople fruité de gueules sur une terrasse isolée de sinople, surmonté de deux gerbes de blé du même, au 2e d'azur au cheval d'argent surmonté d'un mouton du même, au 3e d'azur au brochet soutenu d'une anguille, tous deux contournés d'argent, au 4e d'argent au versant de colline de sinople, mouvant du flanc senestre, abaissé à dextre, arboré de sept pièces du même, posé sur une rivière ondée en fasce du champ soutenue d'une terrasse de sinople. |
| Blason de Cany-Barville | Détails | Le statut officiel du blason reste à déterminer. |